# Komárom (Szlovákia)

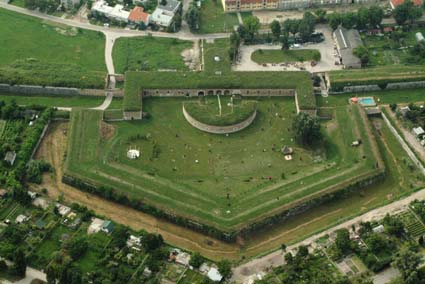
A Nádor-vonal V. bástyája a levegőből

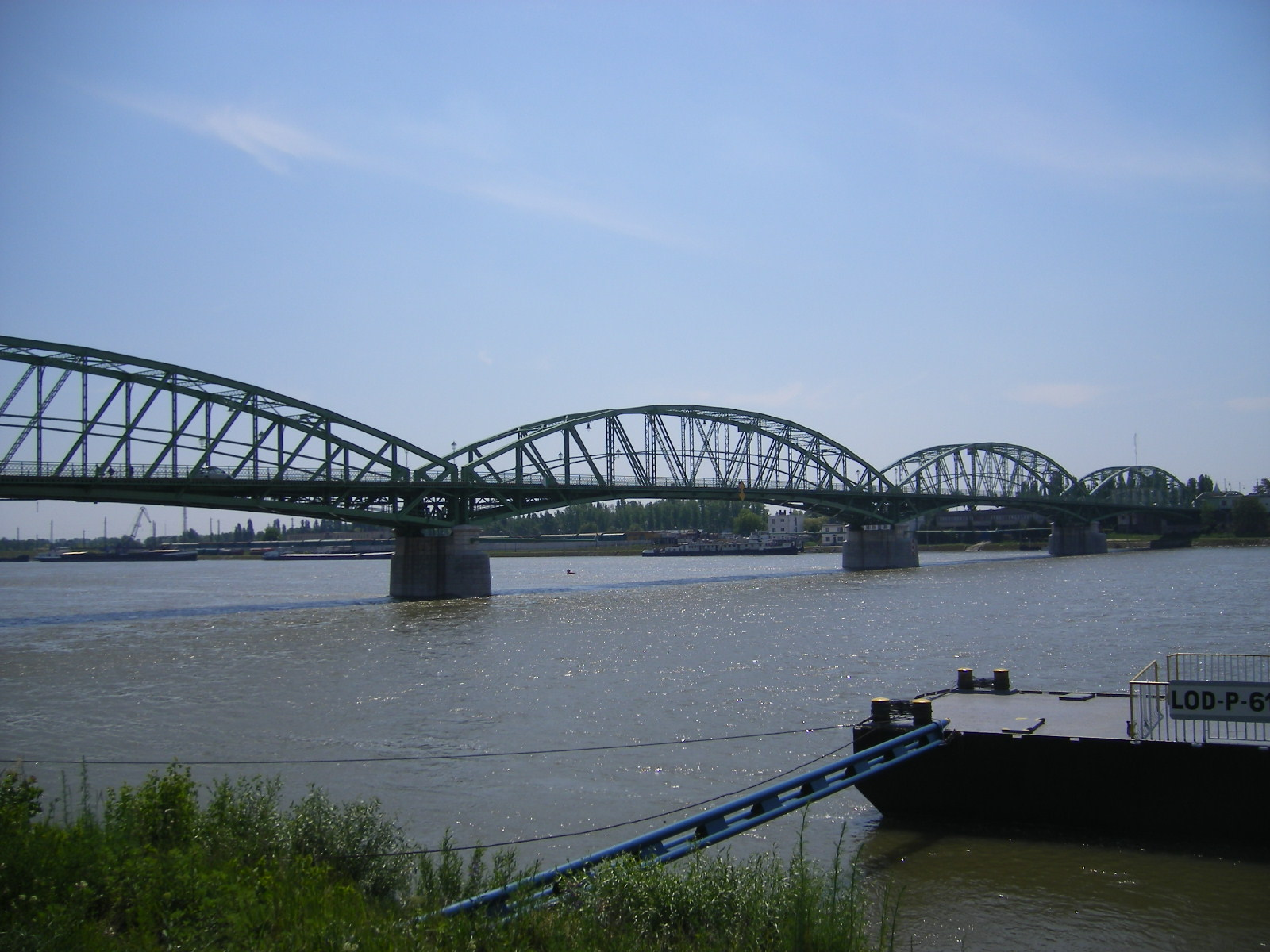
A két Komáromot összekötő Erzsébet-híd

Komárom vagy Révkomárom (szlovákul Komárno kiejtéseⓘ, németül Komorn, szerbül Komoran) város Szlovákiában, a Nyitrai kerület Komáromi járásában, a Duna és a Vág-Duna összefolyásánál. Nevezik még Észak-Komáromnak, Öreg-Komáromnak, illetve egyesek Szlovák-Komáromnak, hogy megkülönböztessék az egykori déli városrésztől, amely ma Komárom (vagy Dél-Komárom) néven önálló település Magyarországon. Komárom járási székhely és a Nyitrai kerület harmadik legnépesebb városa Nyitra és Érsekújvár után. A szlovákiai magyarság legfontosabb kulturális és politikai központja. A város fontos gépipari (hajógyártási) központ, valamint forgalmas dunai árukikötő. A magyarországi Komárommal közúton az Erzsébet híd és a 2020-ban átadott Monostori híd, vasúton a Komáromi vasúti összekötő híd kapcsolja össze. Korábban közúti és vasúti határátkelőhely volt, de Szlovákia és Magyarország schengeni egyezményhez való csatlakozása után ez a szerepe megszűnt.
Komárom városát a honfoglalás után, a 11. században alapították, habár a Duna jobb partját már a rómaiak is lakták. A Magyar Királyság idejében Komárom vármegye székhelye volt, a városi rangot 1265. április 1-jén kapta meg. A város a török hódoltság idején végvárként funkcionált, az 1594-es sikertelen török ostrom után kezdődött meg a komáromi erődrendszer kiépítése. Az erődök ezután fontos szerepet játszottak az 1848–49-es szabadságharcban is, amely során három ütközetre is sor került a Habsburg Birodalom és Magyarország csapatai között. Az első világháború után az újonnan megalapított Csehszlovákia határát a Duna folyása közepén húzták meg, ezzel elválasztva a város északi és déli részét. A trianoni határ miatt 3000 km²-es vonzáskörzetének csaknem felét elveszítette, amely jelentősen visszavetette a fejlődésben. A város fejlődése csak a szocializmus évtizedeiben, az iparosítás révén gyorsult fel.
Komárom 2004 óta egyetemi város is, itt alapították meg első szlovákiai magyar nyelvű egyetemként a Selye János Egyetemet. Komárom legfőbb nevezetessége a várost körülölelő erődrendszer, amely szerepel az UNESCO világörökségi javaslati listáján.

## Földrajz
Komárom a Csallóköz délkeleti csücskében, a Duna és a Vág-Duna összefolyásánál helyezkedik el, a Kisalföld szlovákiai részén, a Duna menti alföld vidékén. A város közigazgatási területén, Lándorpusztánál ömlik a Vág-Dunába a Nyitra, torkolatánál egy folyami sziget is kialakult (Apáli). Ez a vidék gazdag élővilágával, ártéri erdeivel természetvédelmi terület. 110 m-es tengerszint feletti magasságban terül el, keletről és északról a Vág-Duna és annak holtága, délről a Duna alkotja természetes határát. Az Erzsébet-sziget csaknem a város teljes hosszában végighúzódik és a hajógyár, valamint a kikötő által használt Kis-Duna-ág választja el a várostól. Kiváló helyzete révén már az ókorban fontos kereskedelmi utak keresztezték itt egymást és ez megalapozta a város későbbi fejlődését. A középkorban itt volt az egyetlen olyan átkelőhely (gázló) a Pozsony és Buda közti 200 kilométeres folyamszakaszon, amely az év minden szakában, nagyobb egységek (kereskedőkaravánok, hadseregek) számára is használható volt. A folyam szabályozása előtt a Komárom feletti szakaszon a számtalan mellék- és holtág, Szőny és Dunaalmás térségében mocsár, tovább Budapestig pedig a folyamig ereszkedő hegyek alkottak természetes akadályt. Pozsony és Budapest között ma is csupán Komáromnál ível át kettős híd (közúti és vasúti) a Dunán. A város fekvése napjaink térszerkezetében is rendkívül előnyös (pontosan félúton fekszik az egykori és a mai magyar főváros között).
Mai közigazgatási területe 102,88 km², ezzel Szlovákia legnagyobb kiterjedésű helységei közé tartozik. A településföldrajzi értelemben vett Komáromot északról a 19. században épült Nádor-vonal erődítménye, északnyugatról és nyugatról pedig a Magyarországra vezető vasútvonal határolja. A történelmi városmag ennél jóval kisebb, határát északról a Rákóczi, nyugatról pedig a Kertész utca alkotja. Az ezen kívül eső terület túlnyomó része a 19-20. században épült be. Kiterjedt falusias területeket csatoltak hozzá 1954-ben, a jókora tanyavilággal rendelkező Kavát (amely korábban Keszegfalvához tartozott), 1960-ban Gadócot, 1979-ben pedig az addig önálló községnek számított Örsújfalut. A város közvetlen vonzáskörzetébe tartozó települések: Gadóc (Hadovce) a gútai út mellett, Kabátfalu (Nová Osada) a Komáromi-főcsatorna zsilipjénél, Gyulamajor (Ďulov Dvor) az érsekújvári főút mentén, Harcsás (Harčáš) és Kisizsa (Malá Iža) a Vág-Duna bal partján; valamint az egykori érseki birtok, Lándorpuszta (Lándor) a Nyitra torkolatánál. Örsújfaluval együtt két jelentősebb puszta, Szentpálpuszta (Pavel) és Cserhátpuszta (Čerhát) is közigazgatásilag Komárom része lett.

## Élővilága

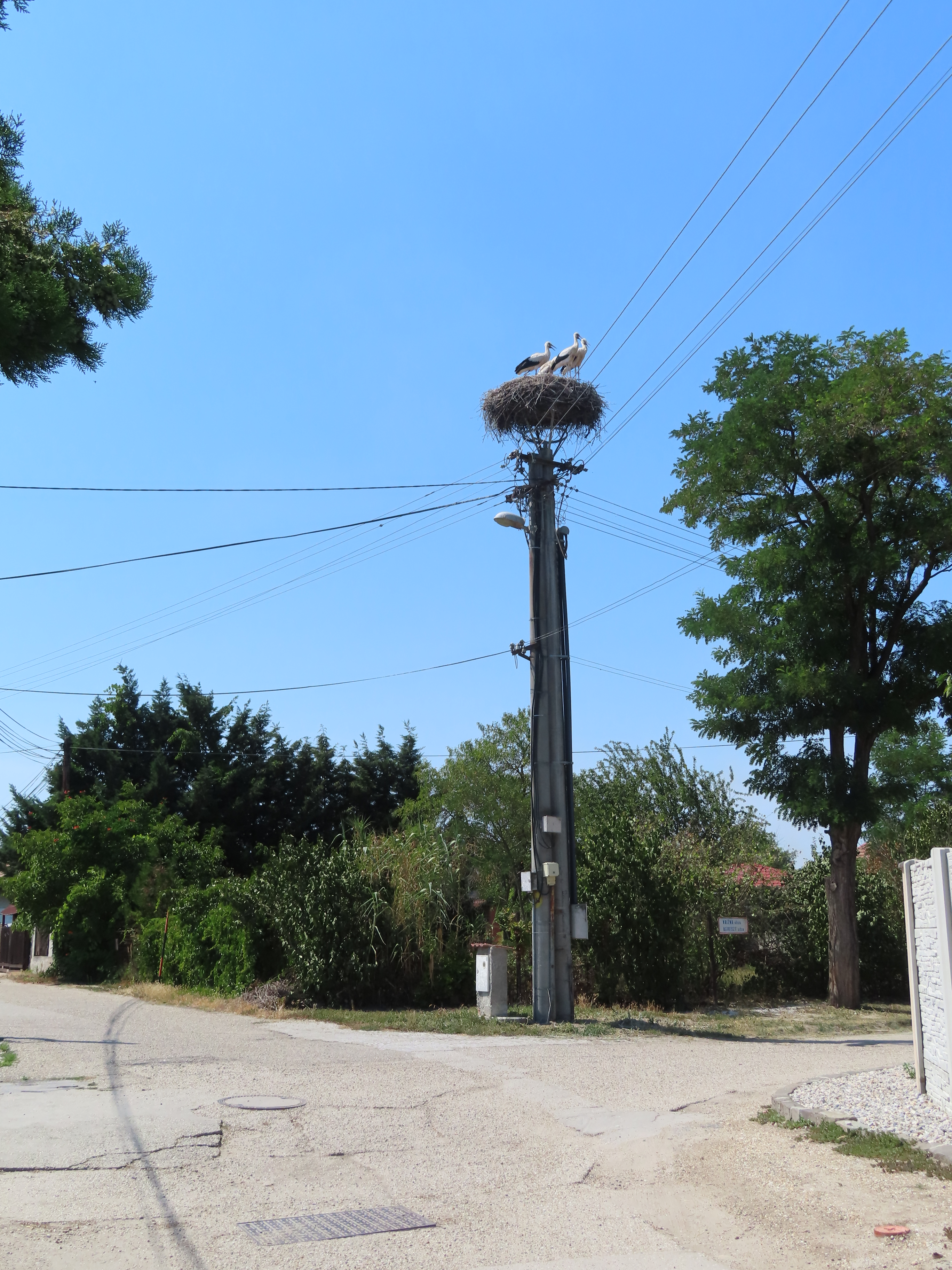
Gólyafészek Örsújfalun 2022-ben
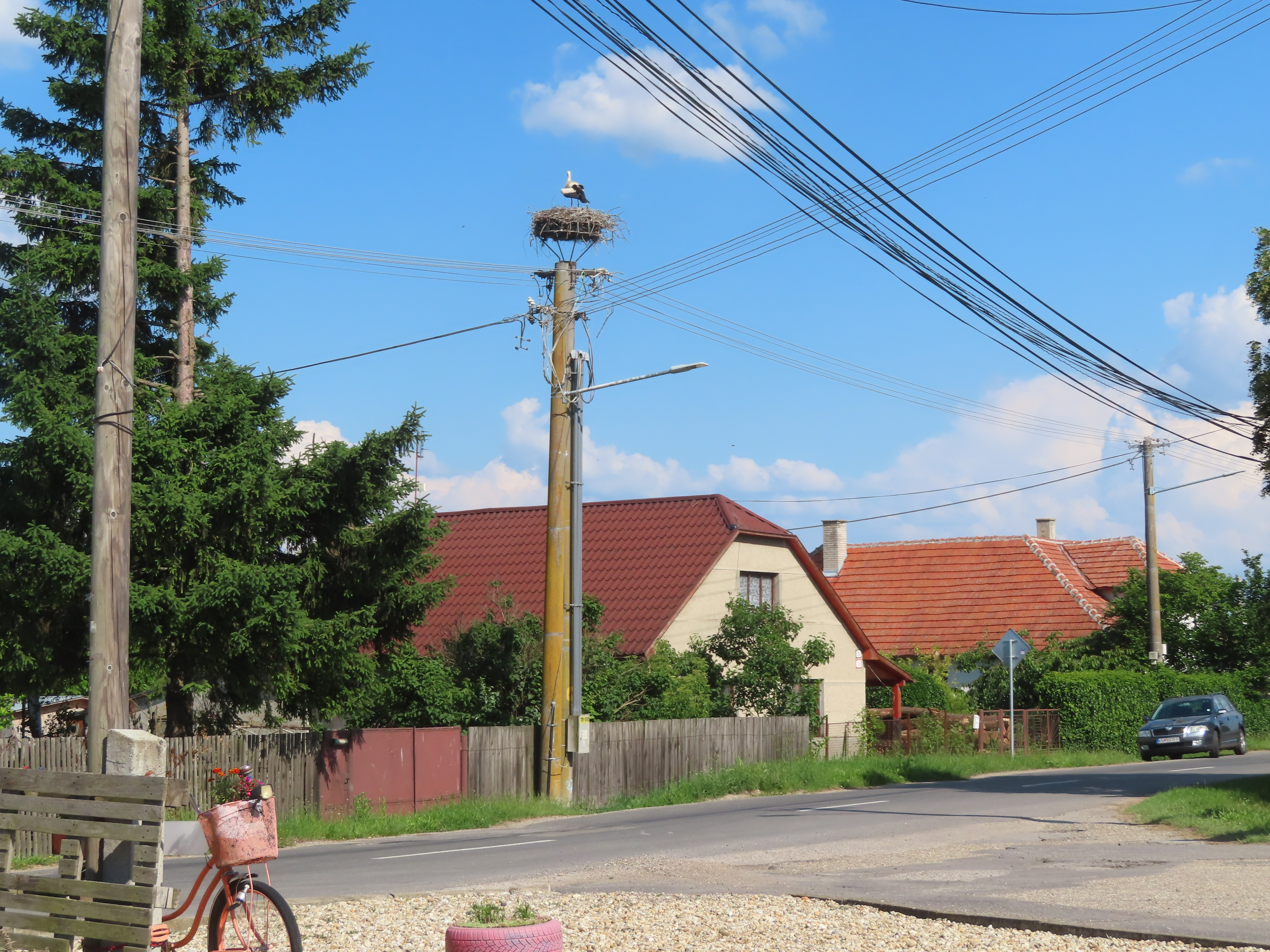
Kava 2024
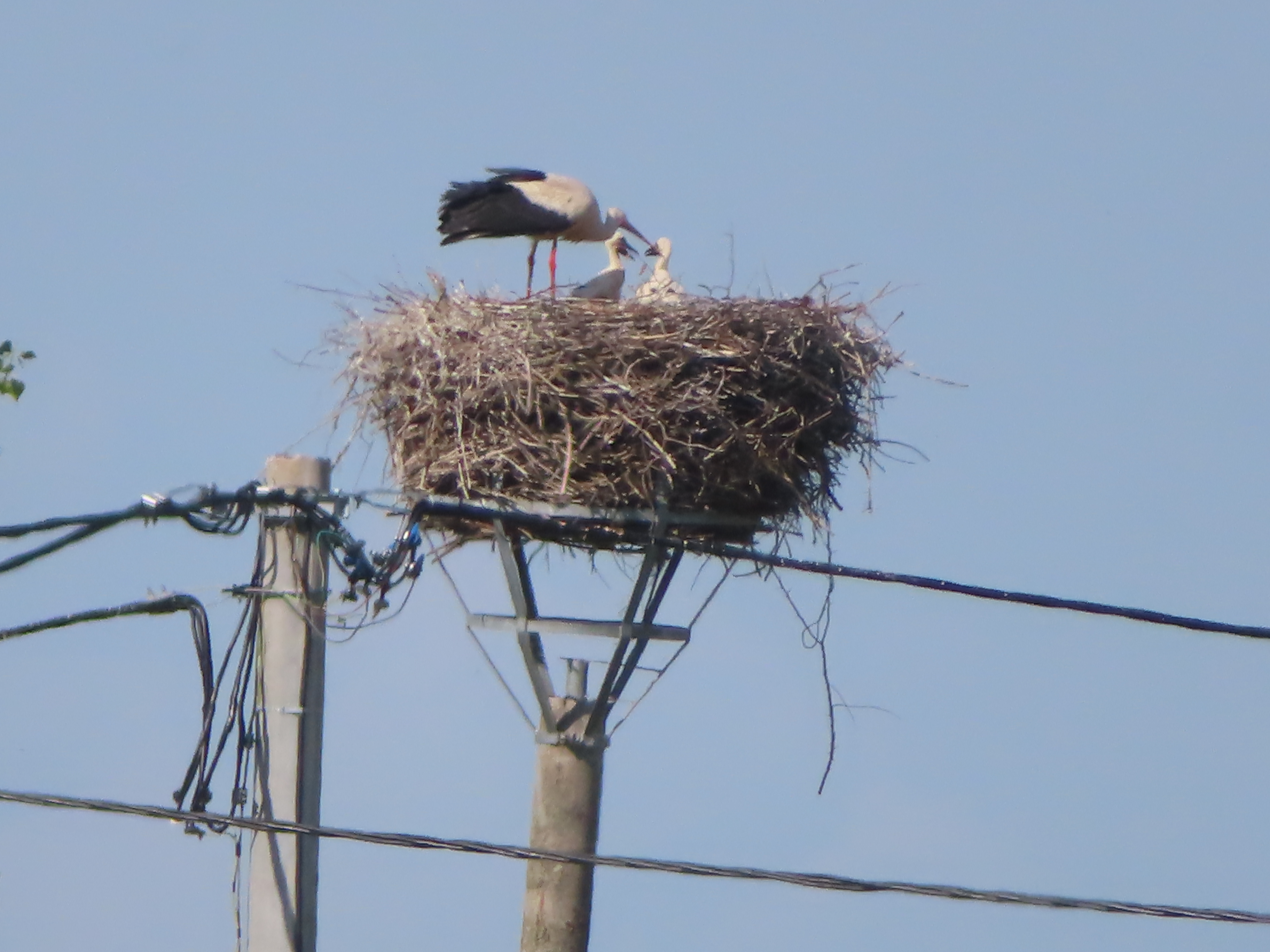
Kava 2024

Mátyás király egyik utolsó látogatásakor (1489-1490 körül) a komáromi vár kapuja fölötti gólyafészekben a gólyák viaskodtak. A Csallóköz alsó részén Aranyos után Ulrich Jasper Seetzen 1802-es dunai útja során külön kiemeli hogy gyakoriak errefelé a gólyák. A város külterületén több gólyafészket is nyilvántartanak. Örsújfalun több gólyafészek volt az idők során, melyek elpusztultak. 2016-2021 között sorozatosan 3 fiókát, 2022-ben 4 fiókát számláltak.
Az épületek ereszalja kedvelt költési helye a különféle fecskéknek. A Duna-parton és az Erzsébet-szigeten számos többféle koros fa található.
A vizahalászat nagyon régre nyúlik vissza a Duna mentén. Az 1592-es urbárium is említi a komáromi vizafogókat. A viza kereskedelméhez a komáromi jegyzőkönyvekben is találni adatokat a 16. század végéről.

## Nevének eredete

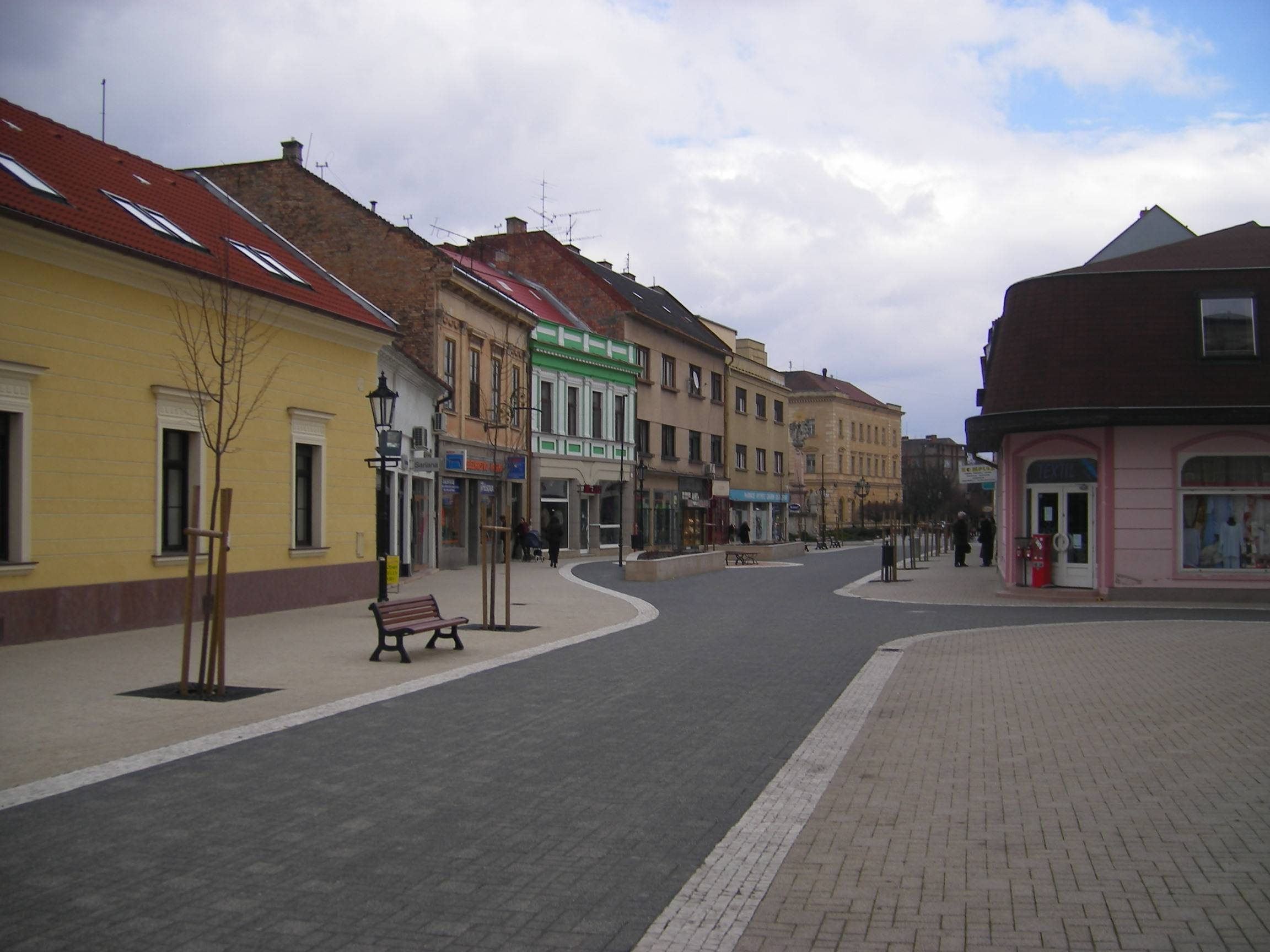
Történelmi városközpont (Nádor utca)

A mai város területén három piacos település volt a 11-13. században, Villa Camarum, Villa Kezw (Keszi) és Villa St. Andrea (Szentandrásfalva), az elsőben felismerhető a város nevének eredete. A tatárjárás után a mai Szent András templom körüli Szentandrásfalváról, és a Nádor-vonal IV. bástyájának környékén levő Kesziről nincs említés.

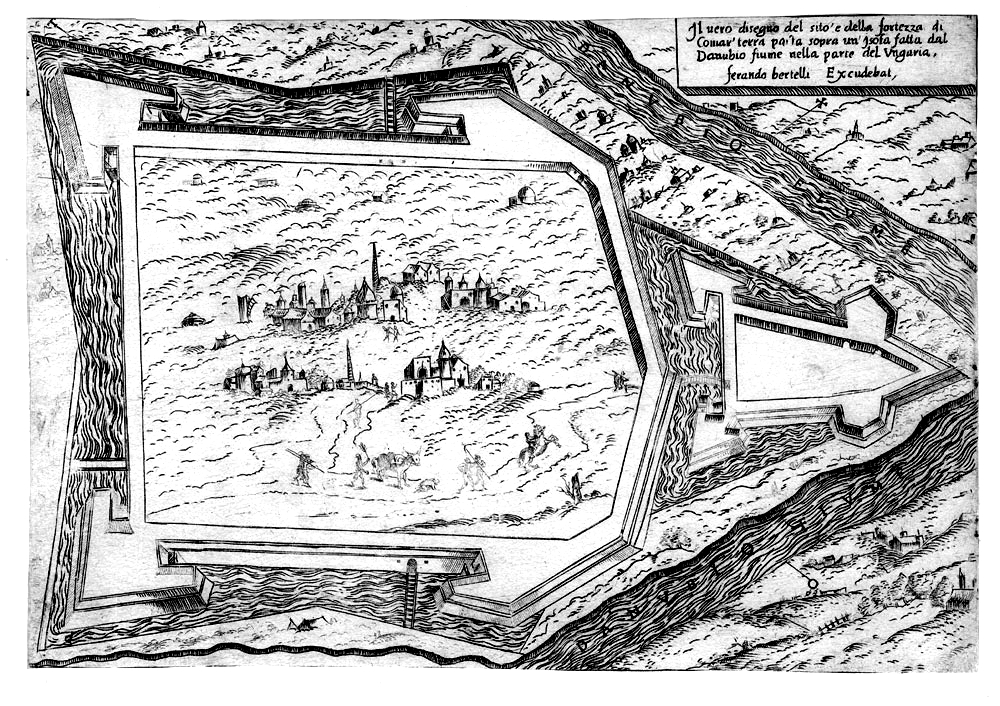
Komárom vára, metszet Paolo Veronese Furlani Il primo libro delle città című művéből (1567)

A Komárom név eredetére számos magyarázat született, de egyik sem bizonyítható minden kétséget kizáróan. Az elfogadottabb szerint a Kamar-Komar alak szláv, illetve török személynévi eredetű. A közismert feltevés, ami szerint a szláv komár szó (magyarul szúnyog) adta a város nevét, vitatott. A Camarum név a latin aurum („arany”) szót rejtheti magában.[forrás?] Anonymusra hivatkozva egyes kutatók a kunok latin nevét (cumanus) veszik a név alapjául, mások szerint egy valamikori főispán nevéből származik. Alapy Gyula szerint a Kama folyó mellékéről származó törzsek adták nevét, s „vízkanyarulatot” jelentene. Blaskovics József turkológus professzor véleménye szerint a magyarokhoz csatlakozott kabar nép nevéből származhat a Komárom név. Minden alapot nélkülöz, de érdekességként megemlítendő az a magyarázat, mely szerint a város neve német eredetű: az ostromlóknak kiáltott Komm morgen, vagyis jöjj holnap (mert ma ugyan nem tudsz bejönni) adta a város nevét.
A 17. században több törvénycikk is Rév-Komárom néven említi a várost. Fényes Elek 1836-ban, illetve A Pallas nagy lexikona a 19. század végén említi Révkomáromot, mint Komárom egyik nevét. Mivel a mai magyarországi Komárom ekkor még nem is volt a város része, kizárólag erre vonatkozhatott. Ez az elnevezés Magyarországon az 1990-es években a médiában és a köznyelvben is elterjedt, a Földrajzinév-bizottság is ennek használata mellett döntött.

## Történelem
Bővebben lásd: Komárom története

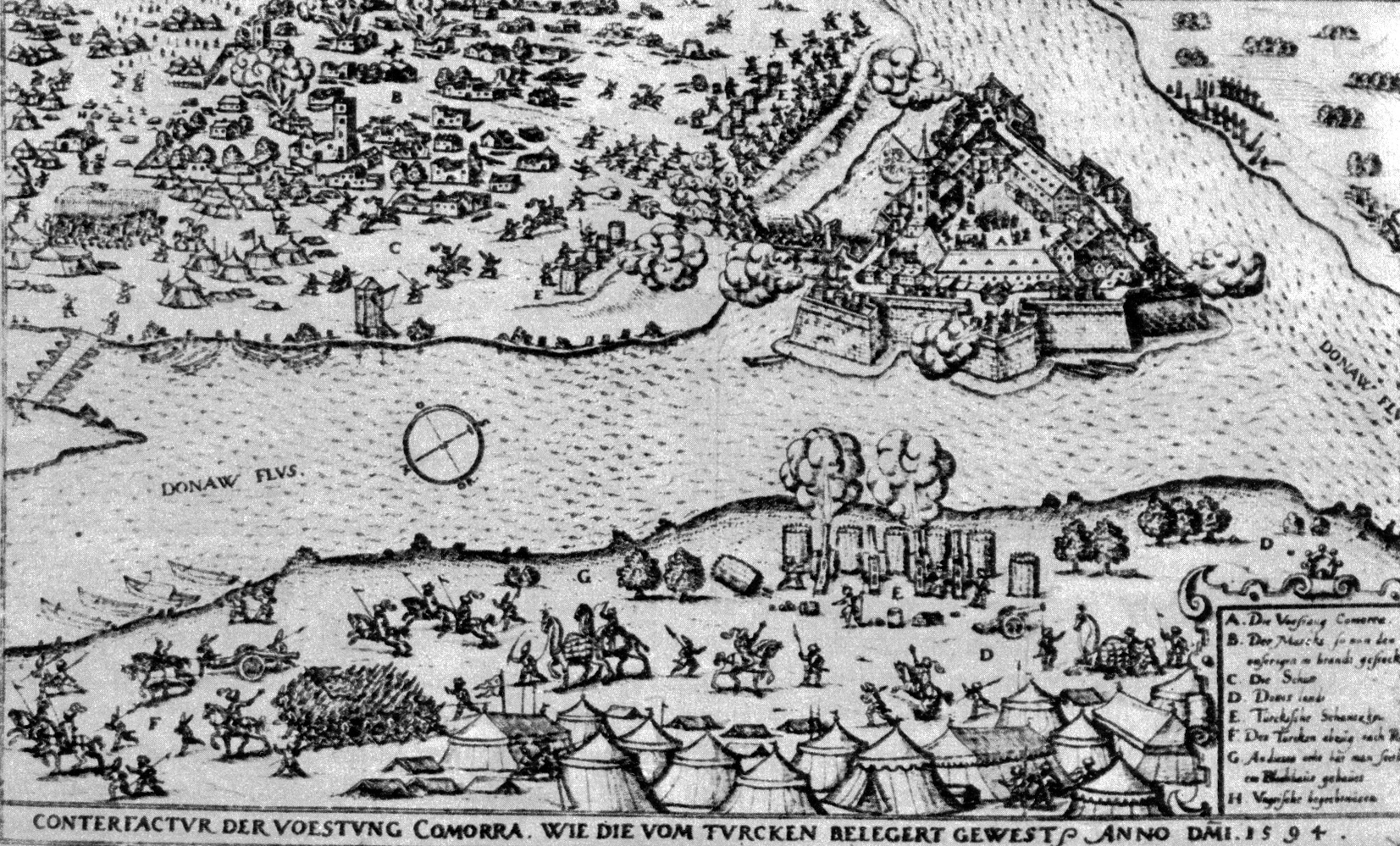
Komárom 1594-es török ostroma, amely a védők sikerével zárult

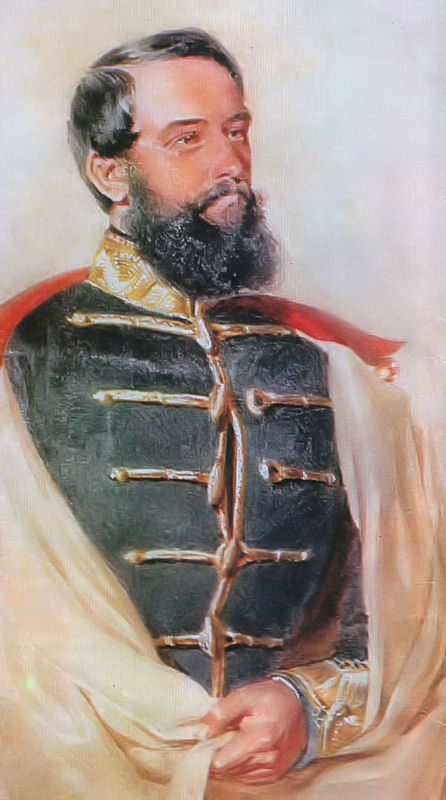
Klapka, Komárom hőse

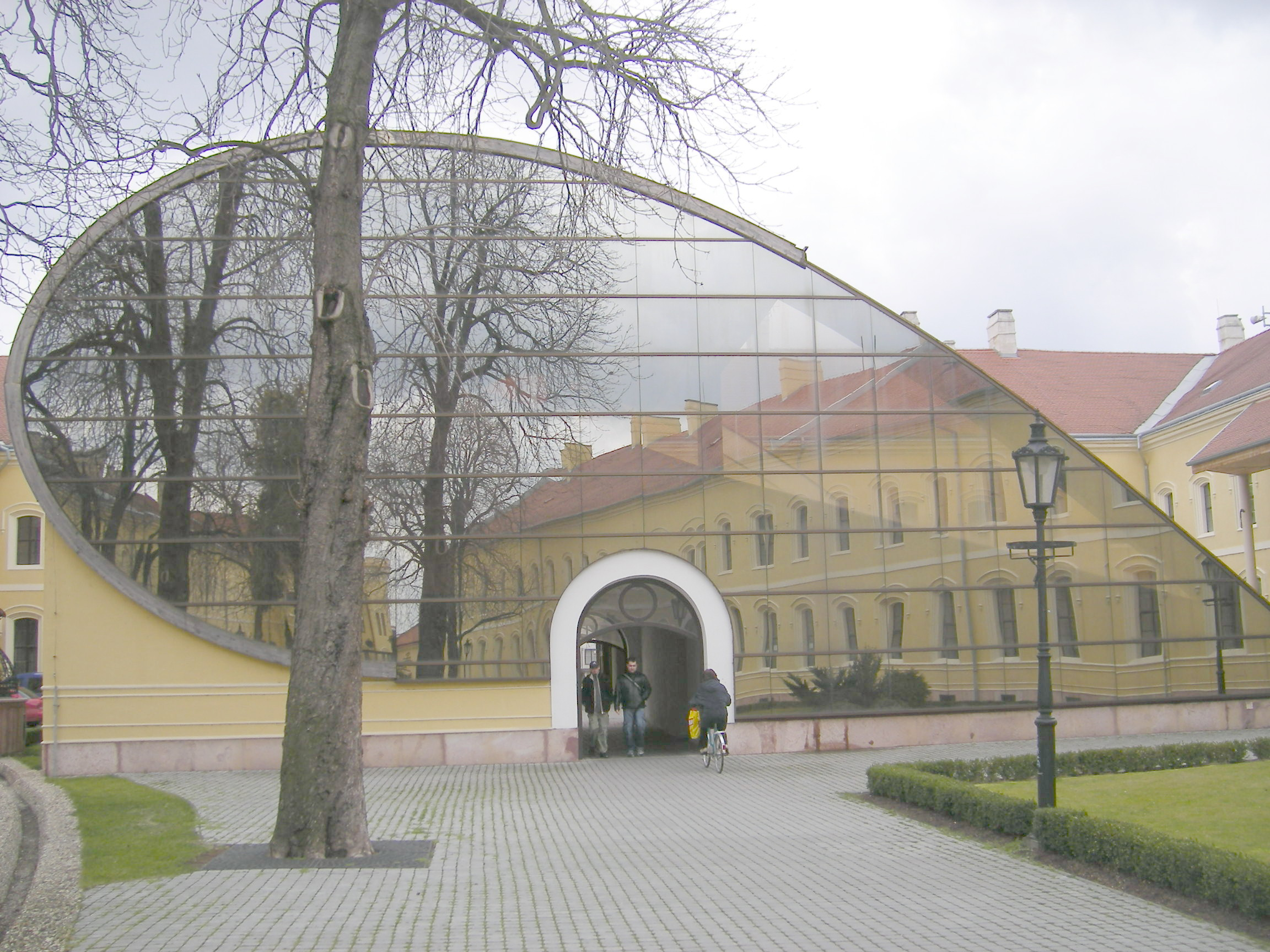
Az első önálló szlovákiai magyar egyetem, a Selye János Egyetem modern szárnya

A Vág-Duna torkolatánál, a Duna partján felépült Komárom, rendkívül gazdag múltra tekinthet vissza. A dunai és Vág-dunai révek tették lehetővé három nagy területi egységnek: a Dunántúlnak, a Csallóköznek, és a Mátyusföldnek a folyamatos összeköttetését; birtoklásuk az egész környék feletti uralmat jelentette. A hely nagy jelentőségű volt a rómaiak számára is, akik a Duna jobb partján kiépítették a határt védő limes erődrendszert, Brigetio légióstáborral egyetemben. A Duna bal partján, a mai Izsa község mellett Celemantia néven pedig ellenerődöt hoztak létre. Brigetio erős erődítménnyel, kikötővel és dunai híddal rendelkezett.
Az 5. század környékén a hunok és más barbár törzsek áttörték a limes erődrendszerét és behatoltak Pannoniába. A rómaiak után avarok-hunok telepedtek itt le, keveredve a már régóta itt élő törzsekkel. A környék a magyarok bejöveteléig hadászati és gazdasági központ volt. Erről tanúskodik a komárom-hajógyári avar kori temető.
A magyar törzsek 9. századi letelepedése után, Ketel vezér kapta meg a csallóközi területeket. Fia, Alaptoma a Vág-Duna közben (mai Komárom területén) építtette fel Komárom várát, amely Komárom vármegye névadója és első székhelye is lett.
1245-ben IV. Béla a tatárjáráskor Komárom várát védő kapitánynak adományozta Hetény elnéptelenedett birtokát is. Városi jogait 1265-ben IV. Bélától kapta. A királyi várat egy időben Csák Máté bitorolta és birodalmának déli védőbástyájává tette. 1317. november 3-án vették vissza a király seregei. Közben több birtokosa is volt, majd 1527-ben I. Ferdinánd serege egy napi lövetés után elfoglalta. 1529-ben meghódolt a Bécs ellen vonuló szultán serege előtt, de az nem hagyott benne őrséget, ezért kardcsapás nélkül került vissza. 1551. augusztus 11. hajnalán törökök támadtak Komáromra, azonban visszaverték őket. 1594-ben olasz építészek átalakították, ekkor tűnt el a középkori mag. Még az év őszén a török hatalmas hadsereggel próbálta meg bevenni a várat, azonban a Braun Erasmus vezette végvári vitézek egy hónapos hősies küzdelemben kitartottak a hideg évszak beköszöntéig.
A városnak 1606-ban református kollégiuma, 1649-ben katolikus gimnáziuma létesült. 1663-ban a török közeledtére megerősítették, korszerű védművekkel látták el. A kurucok meg sem próbálkoztak ostromával. 1715-re az ország ötödik legnagyobb városává fejlődött. 1763-ban a Magyar Királyság legnagyobb, 6,3-as erősségű földrengése sújtotta. 1783-ban II. József a vár elbontását rendelte el, majd 1785-ben a városnak adta. 1808-ban ismét bővítették és megerősítették, kiépült külső erődrendszere. 1809-ben ide menekült I. Ferenc a francia hadak elől.
Az 1848–49-es forradalom és szabadságharc során a komáromi vár különleges szerepet játszott. 1848 tavaszán az esztergomi nemzetőrök merész akciója következtében vér nélkül került magyar kézre. 1848. szeptember 17-én tűzvész pusztította. 1848 decemberétől az osztrákok folyamatosan ostromolták Komáromot. A várost 1849. április 22-én mentette fel a Damjanich János és Klapka György vezetésével érkező magyar sereg. 4 nappal később, 1849. április 26-án határában zajlott a komárom-szőnyi csata (első komáromi csata), amelynek során sikerült áttörniük az ostromgyűrűt.
A második komáromi csata Komárom várának védői, (Görgei Artúr és Klapka György parancsnoksága alatt), valamint a várat ostromló osztrák-orosz sereg között zajlott 1849. július 2-án. A fiatal magyar sereg bátor helytállásával és fegyelmezettségével sikeresen verte vissza a számbeli fölényben levő ellenség támadását. A csatát július 11-én sikertelen áttörési próbálkozás követte (harmadik komáromi csata). A Duna jobb partján vívott ütközetben Görgei vereséget szenvedett az osztrák seregtől. A vár a továbbiakban Klapka György parancsnoksága alatt jelentős osztrák erőket kötött le, és csak jóval a fegyverletétel után, október 2-án kapitulált. Az 1850-es években továbbépítették és hatalmas, 60 000 katonát befogadó erődítménnyé vált.
A mai magyarországi város területe a 19. század végéig Szőny része volt Újszőny néven. E településrészt 1896-ban hozzácsatolták Komáromhoz azután, hogy 1892-ben elkészült a Duna két partját összekötő Erzsébet híd. Ezután az északi részt Öregkomáromnak is nevezték, hogy a déli parton fekvő Komárom-Újvárostól megkülönböztessék. Az akkor még egységes városnak 1910-ben 22 337 lakosából 19 924 magyar, 1248 német és 768 szlovák.
1919-ben, az északi rész csehszlovák megszállásakor a két városrész elszakadt egymástól, amit a trianoni diktátum 1920-ban megerősített. Addig Komárom vármegye Csallóközi járásának, és egyben a vármegyének székhelye volt.
1920 és 1923 között a Magyarországon maradt rész továbbra is törvényhatósági jogú városként működött, bár normális körülmények között mintegy 6000 főnyi lakossága alapján ez nem így lett volna. Elnevezése is bizonytalan volt, hol Újkomáromként emlegették, hol Komárom (Újváros) néven. Az átmeneti állapot az 1923-as megyerendezéssel ért véget, amikor a város elnevezése Komárom lett és rendezett tanácsú várossá alakult az Esztergom székhelyű Komárom és Esztergom k.e.e. vármegyén belül.
1939 és 1945 között a város az átmenetileg visszaállt magyar uralom alatt újra egyesült. 1941-ben a lakosság 96%-a magyar volt. Komárom térségében 1945 januárjában heves páncélosütközet zajlott, a város ostroma azonban viszonylag nagyobb civil veszteségek nélkül ment végbe. Január 21-én éjjel 46 bombát dobtak a városra a szövetséges bombázás során, nagyobb kár azonban nem keletkezett. A második világháború után az északi rész ismét Csehszlovákia (ma Szlovákia) része lett.
1945-ben magyar lakosságából 9000 főt kitelepítettek, helyükre szlovákok jöttek. A szocializmus éveiben a város gyors fejlődésen ment keresztül, itt hozták létre Csehszlovákia legnagyobb hajógyárát. 1974-ben 27 000 lakosa volt. 2003-ban alapították és 2004-ben itt kezdte meg működését a három egyetemi karral rendelkező Selye János Egyetem.
2020. január 1-étől, európai példák alapján, Szlovákiában elsőként itt vezették be az ingyenes városi tömegközlekedést (busz).

## Közigazgatás

### Önkormányzat

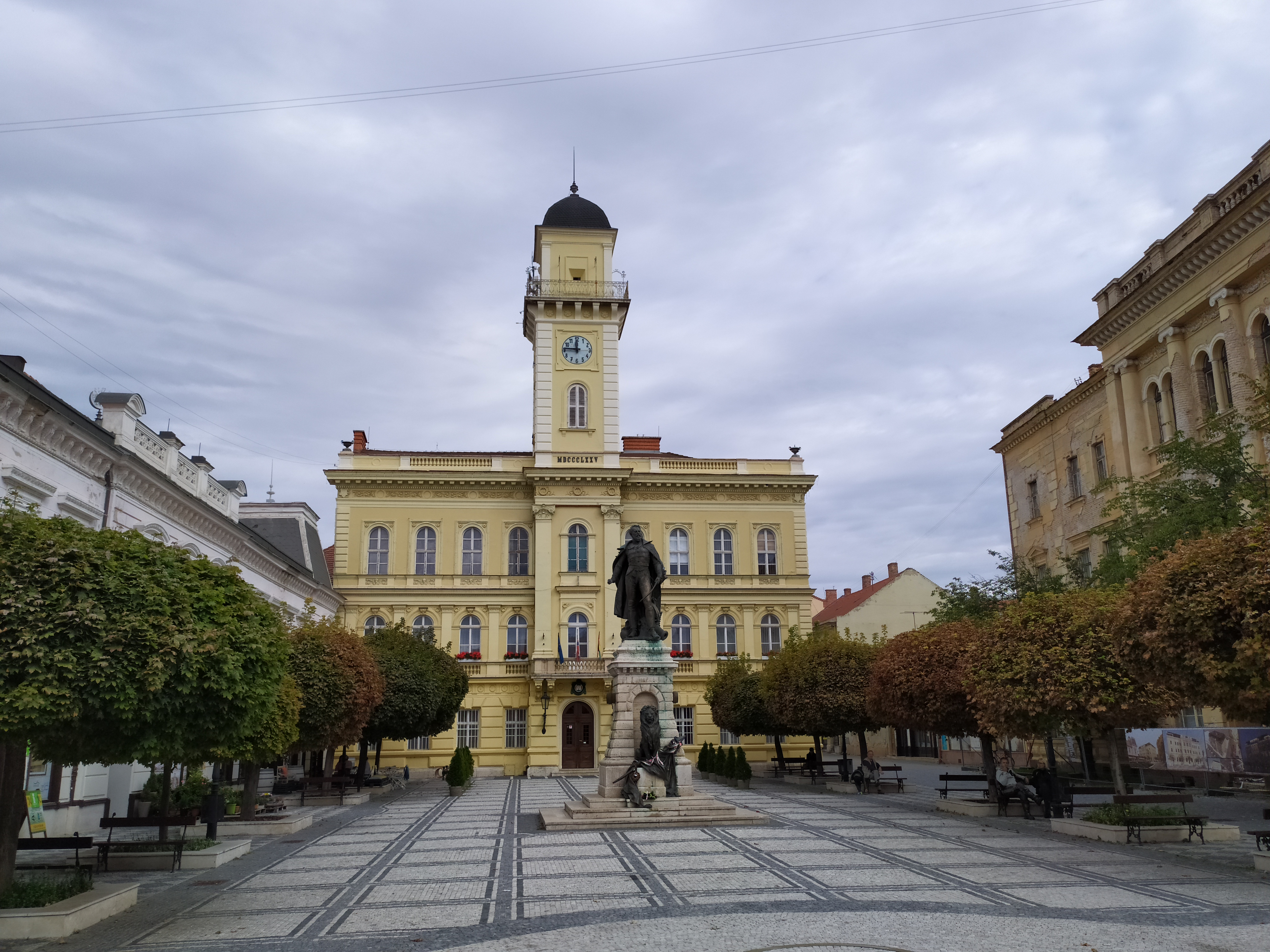
A komáromi városháza a Klapka György téren

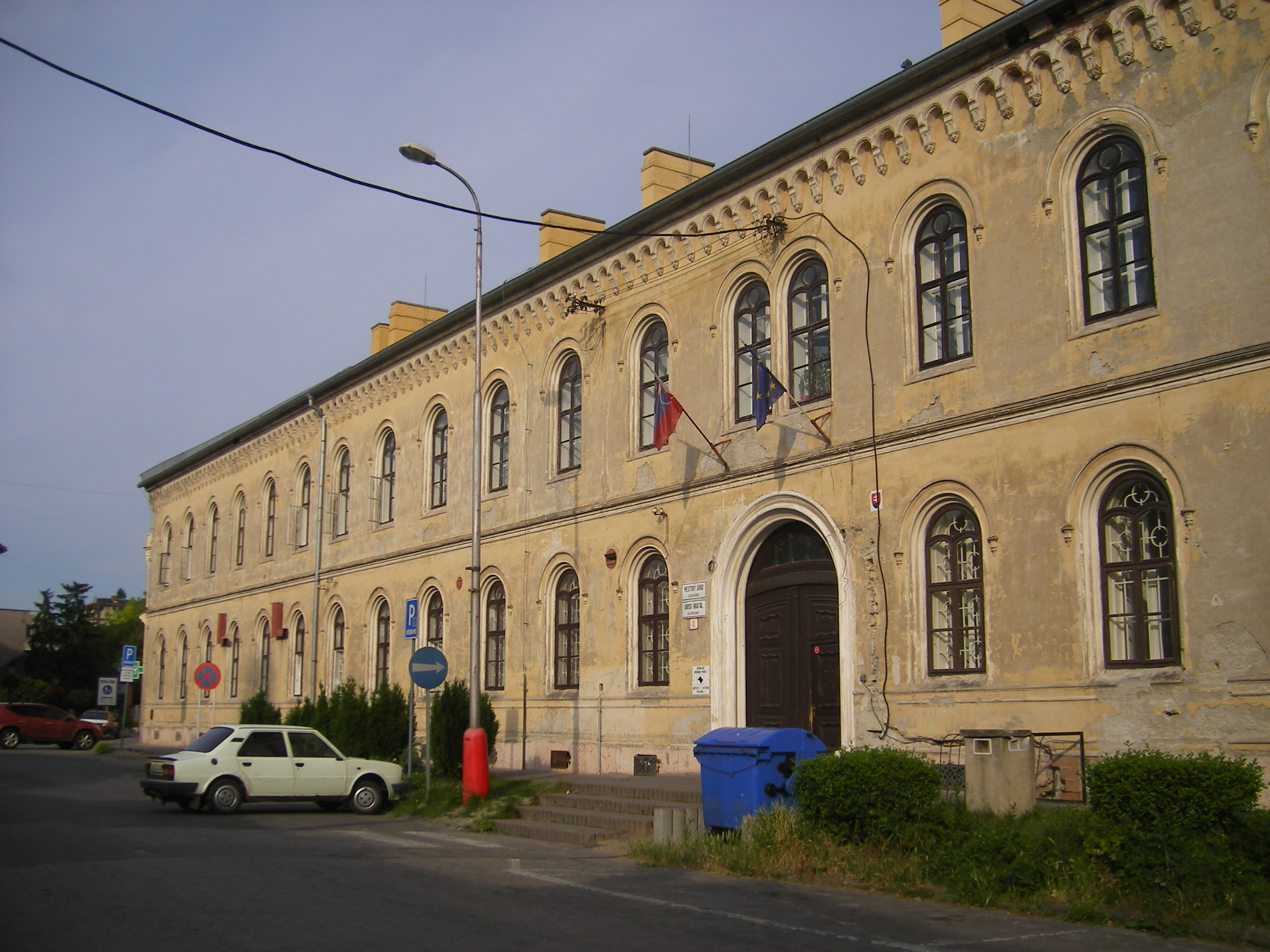
A Városi hivatal a Tiszti Pavilonban

A komáromi városi önkormányzat élén az 1990-ben elfogadott alaptörvény értelmében a polgármester áll. Jelenleg (2018 óta) ezt a tisztet Keszegh Béla (független) tölti be, aki Stubendek Lászlót (2014–2018) követte hivatalában. A polgármester és helyettesei a Klapka-téri városházában működnek.
A városi képviselő-testület 25 tagból áll, akiket a 2006-os választásokkor 5 szavazókörzetből választottak meg. A képviselő-testületnek 9 bizottsága van, irányítása alá tartozik a városi hivatal (amely a Tiszti Pavilon épületében működik), a 8 tagú városi tanács és a városi rendőrség.

### A város jelképei

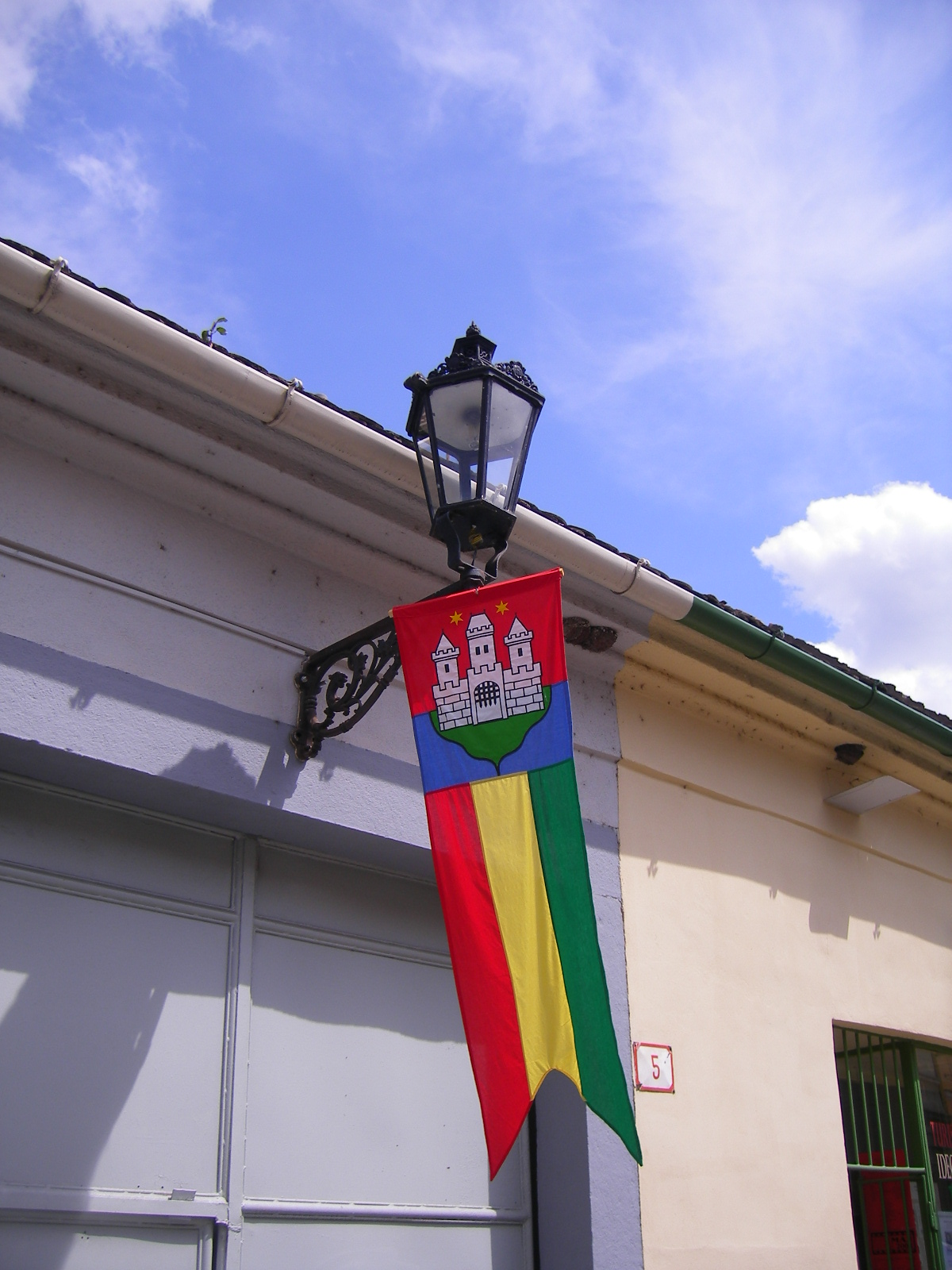
Komárom címeres zászlaja a Megye utcában
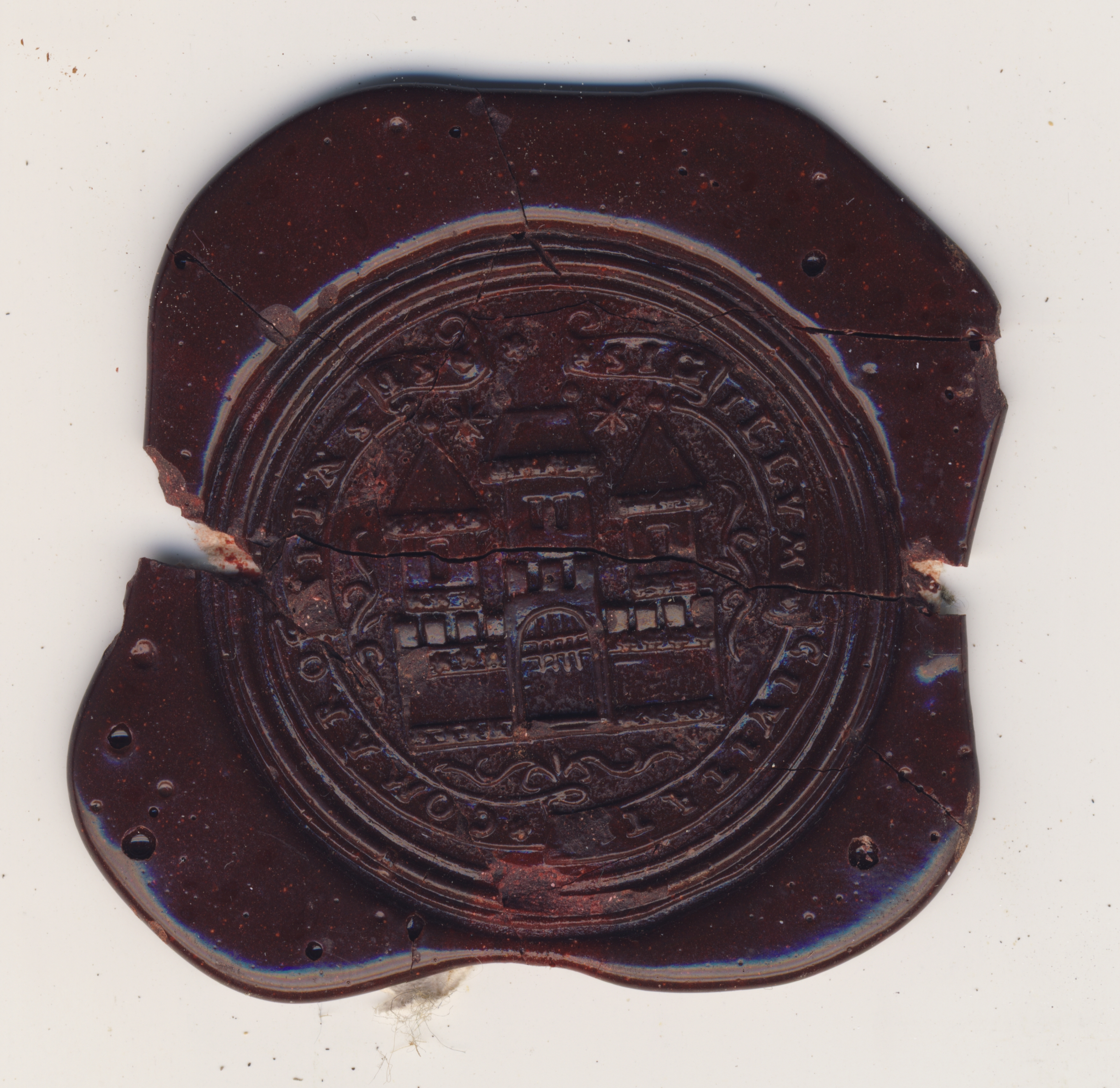
Pecsétlenyomat 1604-ből a MNM-ban
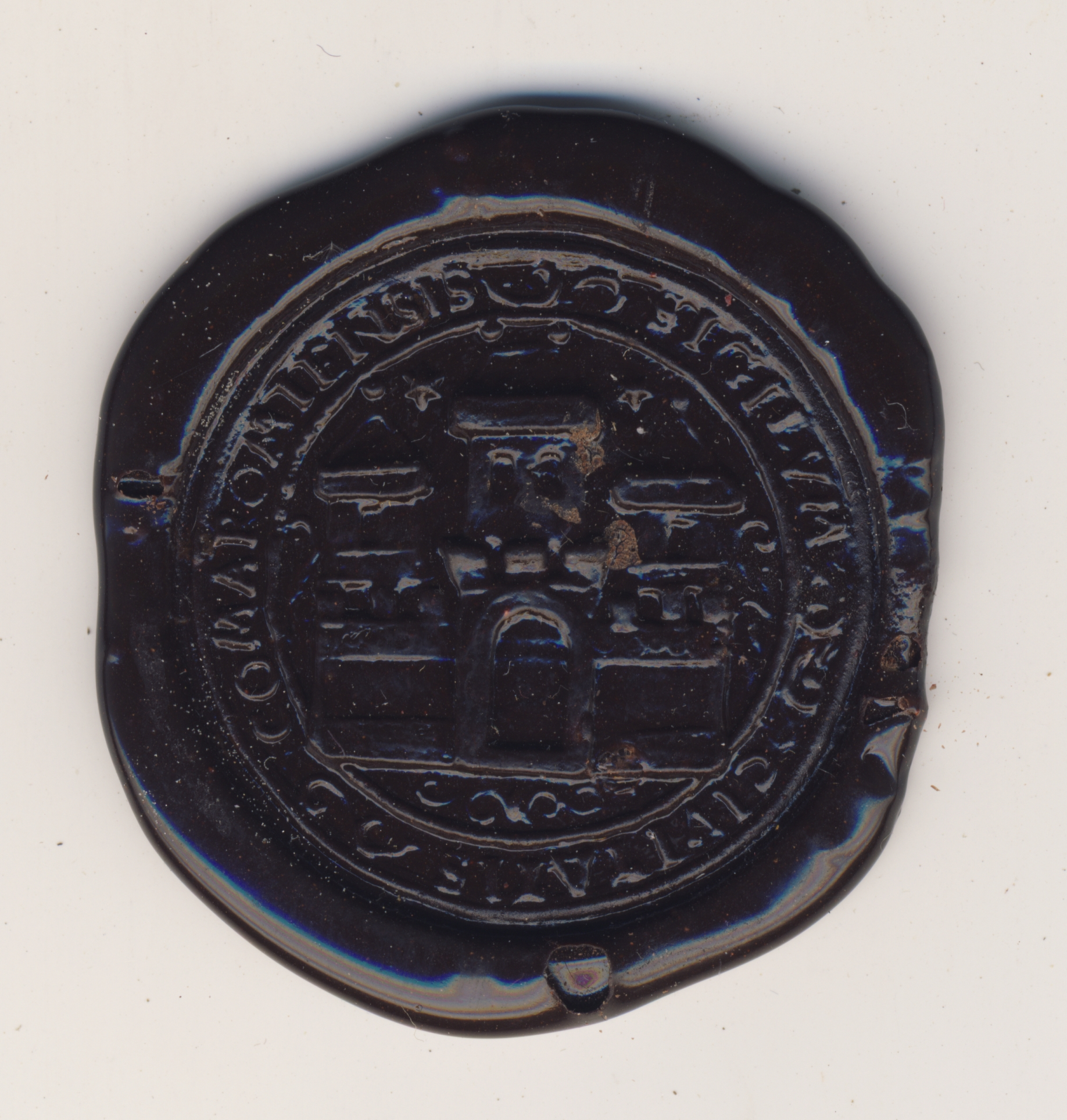
Pecsétlenyomat 1699-ből a MNM-ban
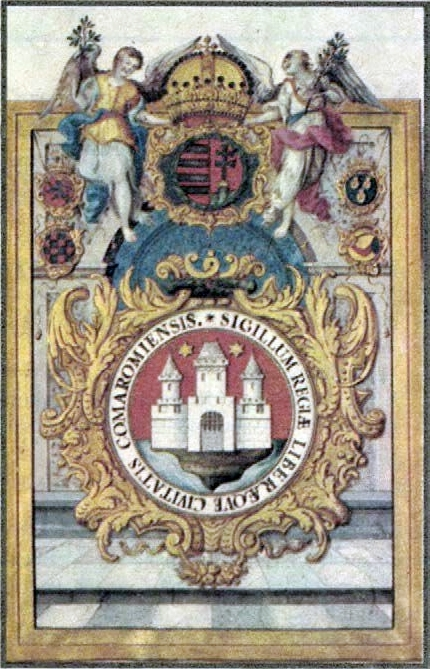
Komárom pecsétje az 1745-ből származó kiváltságlevélen

A város hivatalos jelképei a városi címer, zászló és pecsét, melyek leírását az 1990. évi alaptörvény rögzíti .
A címert a város pecsétjén már 1604-ben ábrázolják, majd 1745-ben, Mária Terézia kiváltságlevelén is látható. A címer a Duna és a Vág-Duna által körülölelt szigetcsúcsot ábrázolja, rajta a komáromi vár háromtornyú alakjával és nagy rácsos nyitott kapuval, vörös háttér előtt. A vár felett két aranyszínű, hatágú csillag látható. Ugyanezek a motívumok láthatóak Dél-Komárom címerén is.
A város zászlaja zöld-sárga-piros színű trikolór, mely fecskefarokban végződik. A szocialista időszakban a város akkori címerével (amely a jelenlegihez hasonlított) együtt használták . A városi zászló a városháza épületén látható a szlovák állami zászlóval, használatának feltételeit szintén az alaptörvény szabályozza.
Komárom pecsétjét a városi címer alkotja Sigillum Civitatus Comaromiensis körirattal.
A város jelképe még a Klapka-induló  is, melyet az 1849-es ostrom idején komponált Egressy Béni, a komáromi védősereg zenekarának hadnagya. A diadalmas ácsi ütközet után (1849. augusztus 4-én) játszották először a városi díszfelvonuláskor . Klapka utolsó seregszemléjén, október 3-án is a Klapka-indulót játszották. Később (1861-ben) Thaly Kálmán írt hozzá szöveget. Az induló 1896 óta naponta kétszer is felhangzott a városháza tornyából, 10 és 16 órakor egy huszár trombitán játszotta el. 1999-ben a szabadságharc 150. évfordulójakor felelevenítették ezt a hagyományt és azóta újra felhangzik naponta 9 és 18 óra között..

### Városrészek
- Belváros
- Kikötői városrész
- Északi városrész-Vág lakótelep
- Singelő, Holt-Vág, Apáli-sziget
- Külváros
- Erzsébet-sziget

Külterületek, csatolt részek:
- Cserhátpuszta (Čerhát)
- Gadóc (Hadovce)
- Gyulamajor (Ďulov Dvor)
- Harcsás (Harčáš)

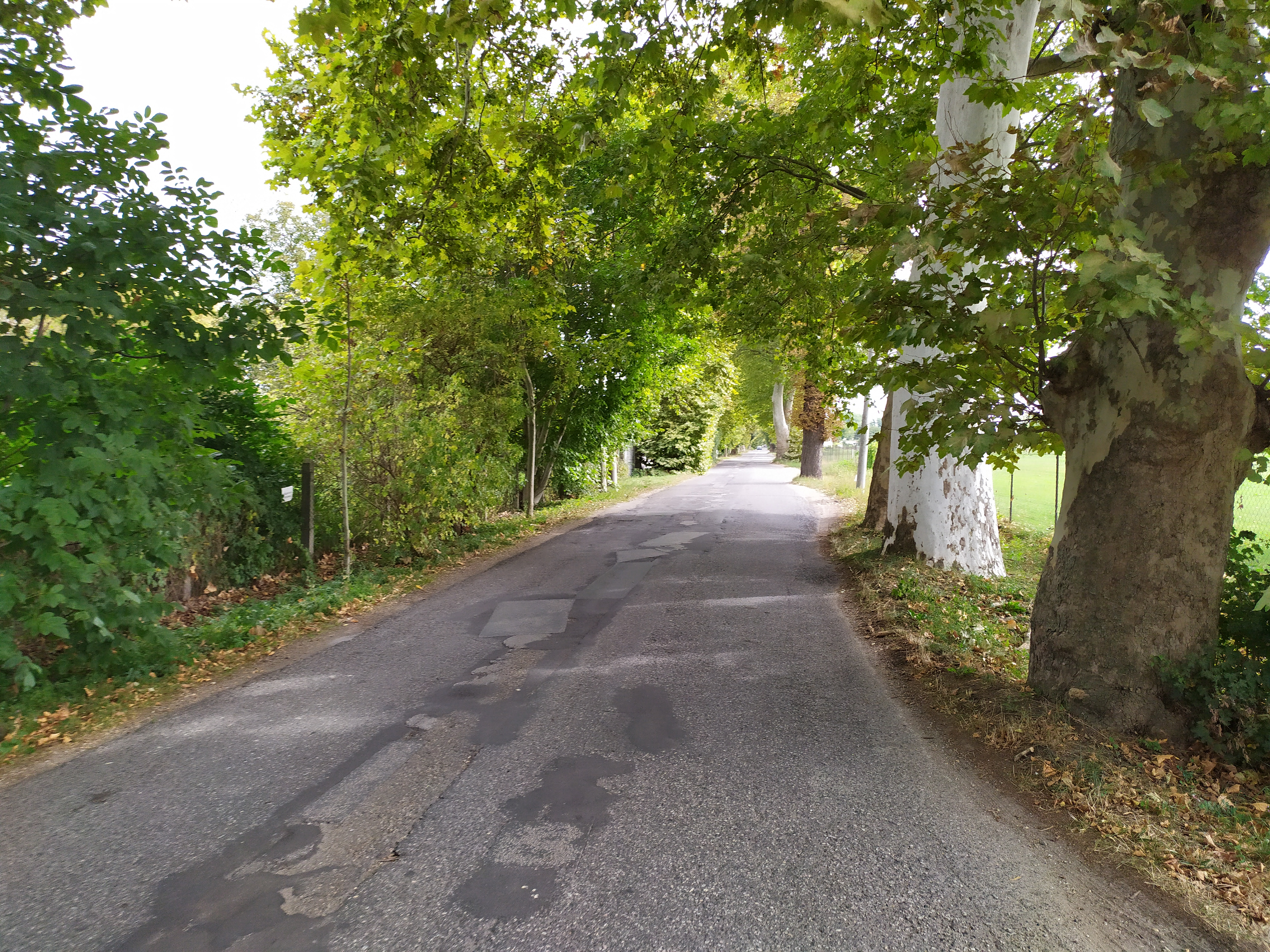
A Platánfa sor az Erzsébet-szigeten

- Kabátfalu vagy Partosújtelep (Nová Osada)
- Kava
- Kisizsa (Malá Iža)
- Lándor vagy Lándorpuszta
- Pálmajor (Pavel)
- Örsújfalu (Nová Stráž)

## Népesség
1850-ben 11214 lakosából 10817 magyar, 299 német, 93 szláv, 3 olasz és 1-1 francia és spanyol volt; ebből 5788 római katolikus, 3849 református, 1149 zsidó, 377 evangélikus és 51 görög n. egyesült vallású.
1880-ban 13108 lakosából 11535 magyar, 742 német, 252 szlovák és 179 egyéb anyanyelvű; ebből 7012 római katolikus, 3848 református, 1851 zsidó, 354 evangélikus, 26 görög keleti, 8 görögkatolikus és 1 unitárius volt. Őrsújfalut 749 magyar és 9 szlovák anyanyelvű lakta.
1890-ben 13076-an lakták, ebből 12170 magyar, 515 német, 233 szlovák és 151 egyéb anyanyelvű; illetve 7010 római katolikus, 3761 református, 1925 zsidó, 353 evangélikus, 20 pravoszláv és 5 görögkatolikus. Őrsújfalun 875 magyar anyanyelvű élt.
1900-ban 19996-an lakták: 17092 magyar, 1369 szlovák, 1234 német és 60 horvát anyanyelvű; vallásuk szerint 12336 római katolikus, 4488 református, 2296 zsidó, 728 evangélikus, 88 görögkatolikus és 41 görög keleti volt. Őrsújfalun 1020 magyar és 5 szlovák anyanyelvű élt.
1910-ben 19391-en lakták, ebből 17088 magyar, 1169 német és 756 szlovák anyanyelvű; illetve 12059 római katolikus, 4370 református, 2090 zsidó, 662 evangélikus, 184 görögkatolikus, 13 unitárius és 12 görög keleti vallású. Őrsújfalut 1217-en lakták: 1215 magyar és 1 szlovák anyanyelvű.
1919-ben 16 552 lakosából 13869 magyar (83,79%), 2441 csehszlovák (14,74%), 141 német (0,85%), 4 ruszin és 67 egyéb nemzetiségű volt.
1921-ben 17715 lakosából 13584 magyar, 2411 csehszlovák, 729 német, 128 zsidó és 834 személy állampolgárság nélküli volt. Ebből 10933 római katolikus, 3692 református, 2253 zsidó, 434 evangélikus és 403 egyéb felekezetű. Őrsújfalun 1333 magyar és 16 csehszlovák volt.
1930-ban 21158 lakosából 12645 magyar (59,76%), 5335 csehszlovák (25,21%), 1024 német (4,84%), 653 zsidó, 210 egyéb, 25 ruszin és 1266 állampolgárság nélküli személy volt; ebből 13812 római katolikus, 3871 református, 2001 zsidó, 612 evangélikus, 75 görögkatolikus és 787 egyéb felekezetű. Őrsújfalut 1306 magyar és 211 csehszlovák lakta.
1941-ben 21982-en lakták, ebből 21322 magyar (97%), 226 szlovák (1,03%), 157 német és 278 egyéb nemzetiségű; illetve 21062 személy anyanyelve magyar, 337 német és 305 szlovák volt. Őrsújfalut 1390 magyar és 36 szlovák lakta.
1970-ben 26633 lakosából 15741 magyar (59,10%) és 10342 szlovák (38,83%) volt. Őrsújfalut 1447 magyar és 287 szlovák lakta.
1980-ban 32520 lakosából 20 022 magyar (61,57%) és 11 873 szlovák (36,5%) volt.
Az 1991-es népszámláláskor 37 370 lakosából 23 753 magyar (63,5 %), 12 641 szlovák (33,8 %), 540 cseh (1,44 %) és 254 cigány (0,68%) nemzetiségű volt. Ugyanekkor 16 678 római katolikus (44,6%), 3153 református (8,4%) és 1391 evangélikus (3,7%) vallású lakosa volt a városnak. A felekezeten kívüliek száma 7715 fő (20,6%), 8096 lakos felekezeti hovatartozását a népszámlálás nem állapította meg.
2001-ben 37 366-an lakták: 22 452 magyar (60%), 12 960 szlovák (35%), 459 cigány (1,2%), 368 cseh (1%), 24 német, 17 ukrán és 5 ruszin nemzetiségű.
2007. december 31-én a Szlovák Statisztikai Hivatal becslése szerint Komáromnak 36 066 lakosa volt.
2011-ben 34 349 lakosából 18 506 magyar (53,88%), 11 509 szlovák (33,5%), 141 cigány (0,4%), 232 cseh (0,7%) és 3699 ismeretlen nemzetiségű, illetve 34 349 lakosából 20 080 magyar (58,5%), 9 883 szlovák (28,8%), 139 cigány (0,4%), 213 cseh (0,7%) és 3813 ismeretlen anyanyelvű; vallásuk szerint 15192 római katolikus, 4066 református, 954 evangélikus, 213 görögkatolikus, 172 metodista, 128 jehova tanúi, 96 baptista, 68 pravoszláv, 40 zsidó, 21 ókeresztény, 16 huszita vallású, 7922 nem vallásos és 5181 ismeretlen vallású.
2021-ben 32967 lakosából 17 696 magyar (53,68%), 10 315 (31,29%) szlovák, 179 cigány, 5 ruszin, 485 egyéb és 4287 (13%) ismeretlen nemzetiségű volt. Második nemzetiségként a magyart további 995-en jelölték, így a magyarok száma 18 691 fő (56,7%).

### Népességszám-változás
forrás
| Év     | Lakosság |
| ------ | -------- |
| 1715 - | 8321     |
| 1720 - | 10 420   |
| 1780 - | 11 007   |
| 1787 - | 12 067   |
| 1847 - | 20 660   |
| 1850 - | 11 214   |
| 1870 - | 12 812   |

| Év     | Lakosság |
| ------ | -------- |
| 1880 - | 13 108   |
| 1891 - | 13 076   |
| 1910 - | 22 337   |
| 1921 - | 17 715   |
| 1930 - | 21 158   |
| 1940 - | 21 957   |
| 1950 - | 16 343   |

| Év     | Lakosság |
| ------ | -------- |
| 1961 - | 23 995   |
| 1970 - | 26 633   |
| 1980 - | 32 520   |
| 1991 - | 37 346   |
| 2001 - | 37 366   |
| 2011 - | 34 349   |
| 2021 - | 32 967   |

## Gazdaság

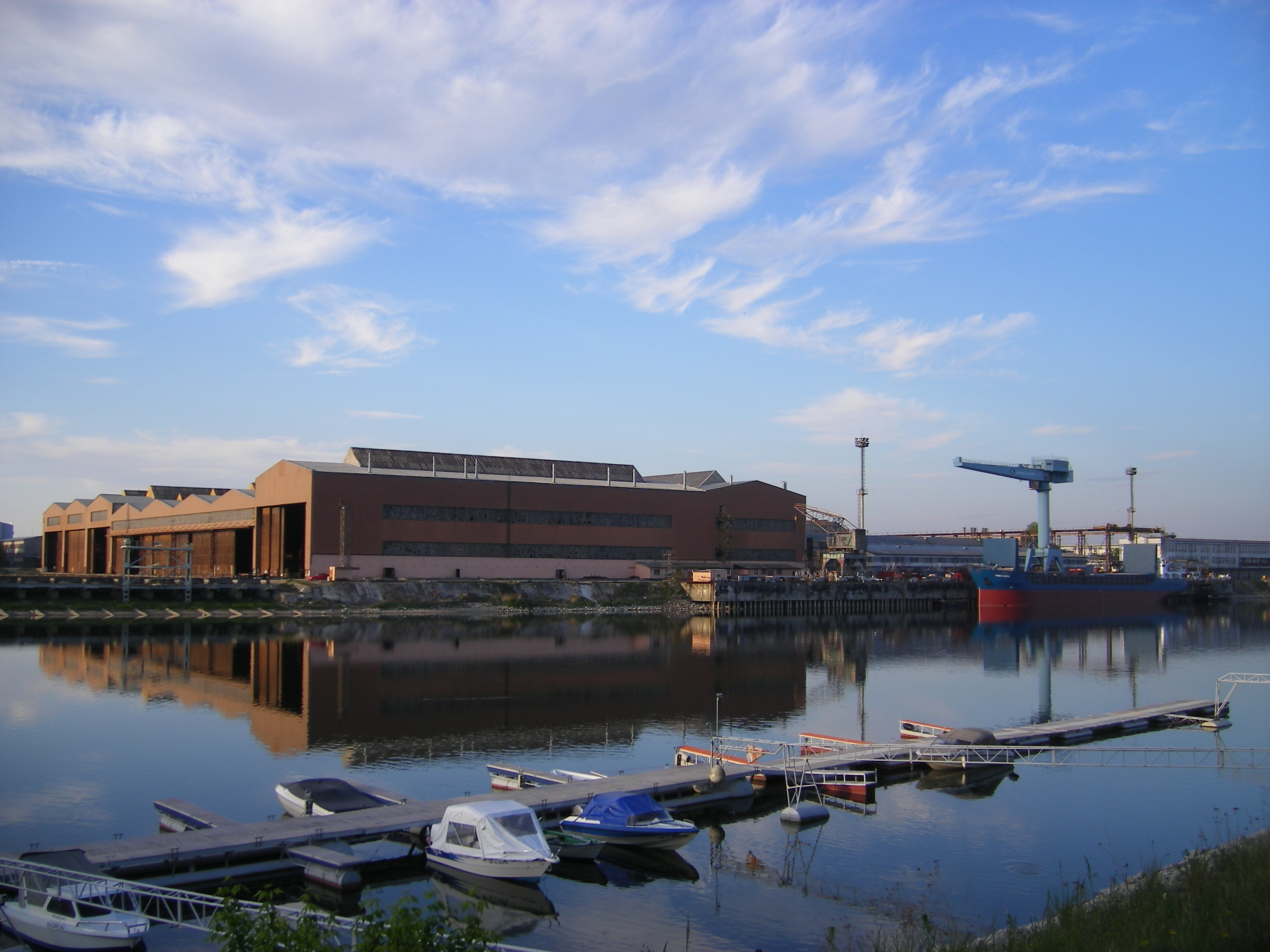
A komáromi hajógyár

- A város legfontosabb ipari üzeme az 1947-ben alapított Szlovák Hajógyár (Slovenské lodenice), amely a rendszerváltás előtt Steiner Gábor kommunista politikus nevét viselte. A folyami és tengeri hajókat (korábban szovjet, napjainkban főleg német megrendelésre) egyaránt előállító vállalat a 2000-es évek elején a csőd közelébe került, de állami beavatkozással sikerült megmenteni a bezárástól, bár foglalkoztatottainak száma töredékére csökkent (mintegy 800 alkalmazott 2006-ban). A városban már 1898 óta működött hajógyár, akkor még az Erzsébet-sziget nyugati részén (a mai határátkelő közelében). 1923-ban a csehszlovák állam bérbe adta a Škoda részvénytársaságnak, mely hajójavítással, motoros vontatók, uszályok, monitorok előállításával foglalkozott. Az 1920-as években 300-500 alkalmazottja volt a gyárnak. Az új hajógyár alapkövét 1947. április 23-án tették le a város nyugati részén, a Nádor-vonal I. erődjénél, amelyet a gyár építésekor lebontottak. A gyorsan bővülő üzem 1950-ben önálló nemzeti vállalattá alakult és Steiner Gábor nevét vette fel, ebben az évben kezdődött meg a termelés. Hamarosan a város és a járás legnagyobb munkaadójává vált. Az 1954-es és az 1965-ös árvizek súlyos károkat okoztak. A gyár fénykorában folyami és tengeri hajókat, kotrógépeket és uszályokat is előállítottak.
- Az élelmiszeripar fő képviselői az 1970-ben, a Szövetkezeti utcában átadott sütöde és a Gadóci úton található húsfeldolgozó üzem. A 2000-es években rövid ideig jegestea-üzem (London Ice) is működött Komáromban.
- A komáromi nyomda az egykori Szent József ispotály helyén 1904-ben épült Spitzer-házban működött 1950-ig. Mai helyére, a Duna-rakparti épületbe 1985-ben költözött. 1960 óta főként újságokat, folyóiratokat állít elő, az Új Szó kivételével csaknem az összes szlovákiai magyar sajtóterméket itt készítik, de sok magyarországi hetilapot is itt nyomtatnak.
- A bőrgyár a Pozsonyi úton, a cipőgyár a Szabadság utcában (a gútai út mellett) fekszik. A cipőgyárat az 1970-es években hozták létre elsősorban a női munkaerő hasznosítására.
- Őrsújfalun a korábbi tejfeldolgozó üzem helyén 2006 óta bútorgyár működik.
- A rendszerváltás előtt dohánygyár is működött a városban, amelyet 1923-ban hoztak létre a nem sokkal korábban megszüntetett lőporgyár helyén. 1965 után füstszűrőket is előállítottak az üzemben, ahol 1973-ban 270-en dolgoztak.

## Közlekedés

### Közúton

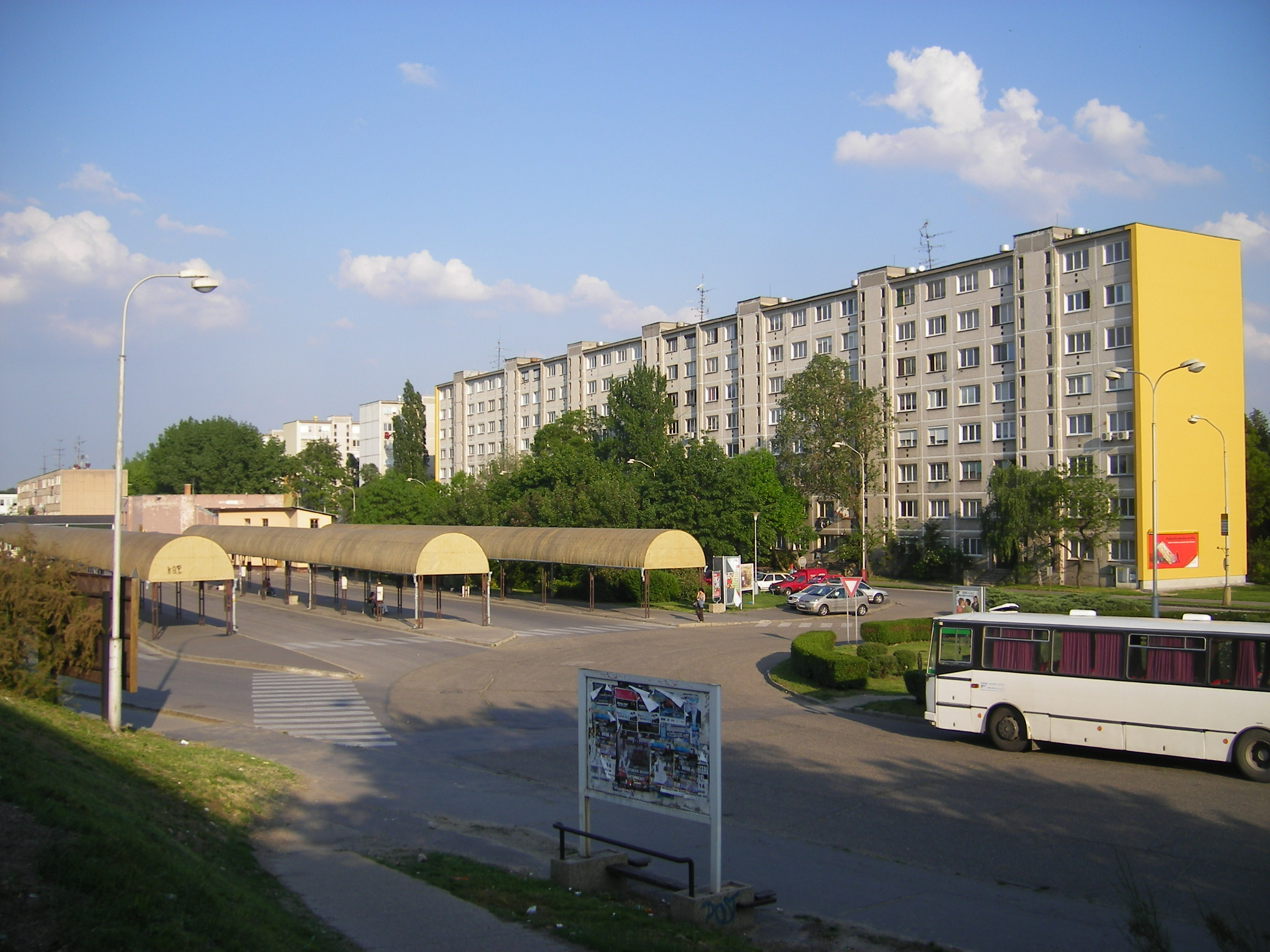
Központi buszpályaudvar

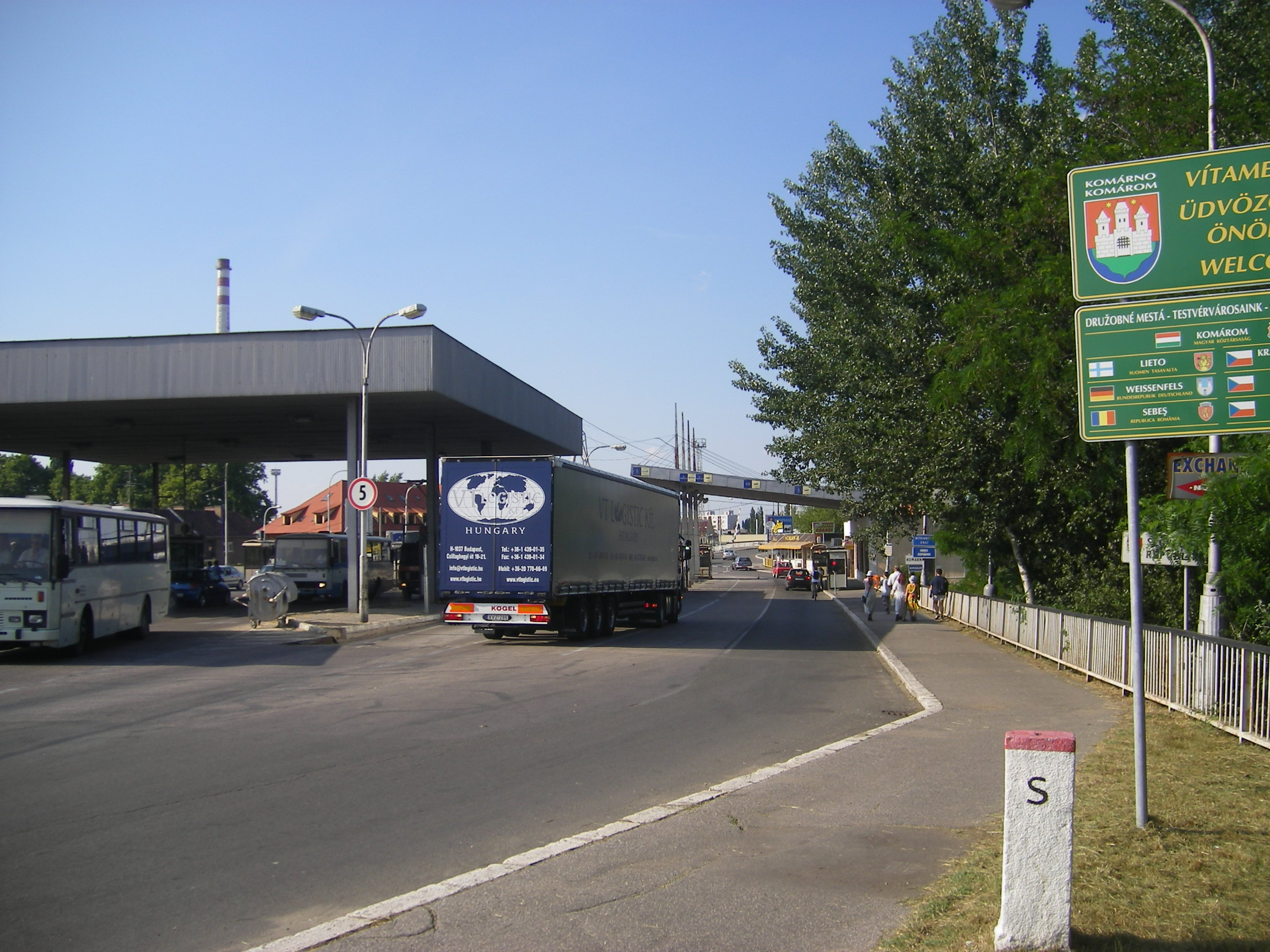
Az egykori határátkelőhely Magyarország felől

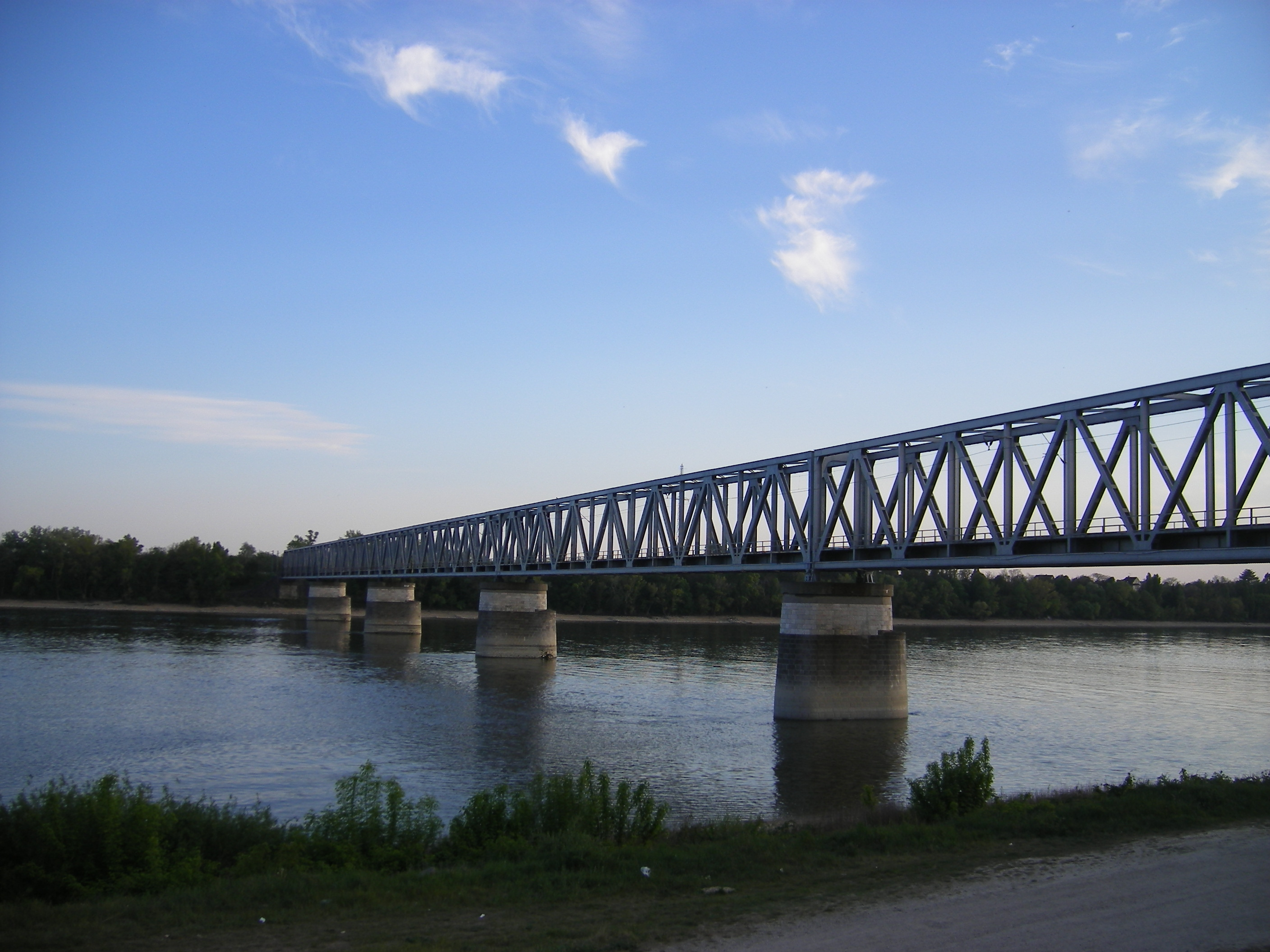
A vasúti Duna-híd

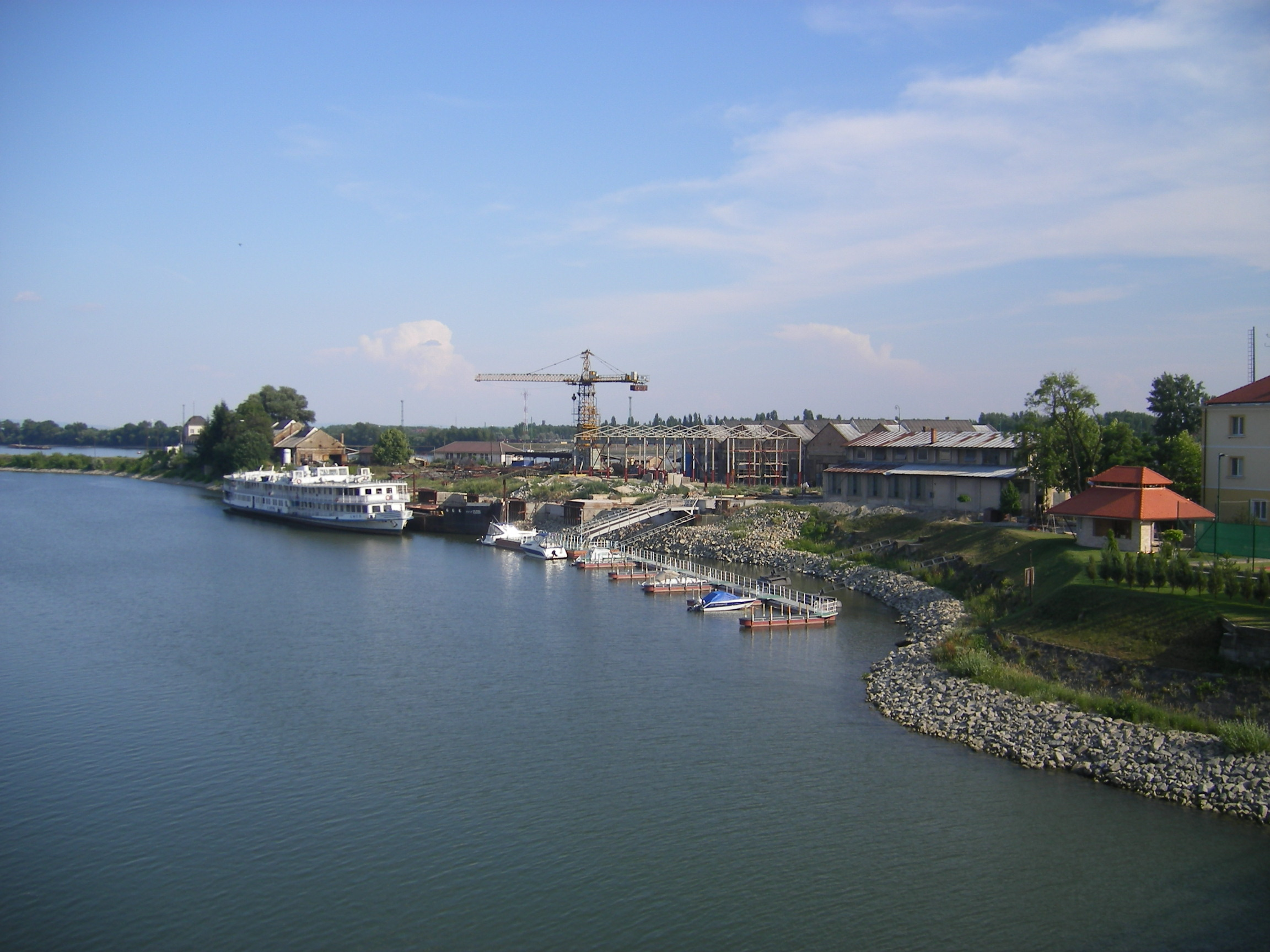
Kis-Duna-ág

Komárom Dél-Szlovákia fontos közúti csomópontja, az Erzsébet-híd révén pedig a magyarországi úthálózathoz is kapcsolódik. A 63-as főút köti össze Dunaszerdahelyen (50 km) keresztül Pozsonnyal (100 km), valamint Párkánnyal (50 km). 2001 óta, a Mária Valéria híd átadásával ez utóbbi szakasznak megnőtt a jelentősége és a forgalma. A 64-es főút Érsekújvárral (29 km) és Nyitrával (70 km) teremt összeköttetést. Az 573-as út Gútával (23 km) köti össze Komáromot, Gútán keresztül pedig a Vág-Duna jobbparti településeivel és Vágsellyével (52 km) teremt összeköttetést. A járás településeivel és Szlovákia legtöbb városával a SAD társaság (melynek városi telephelye a város nyugati végén, a Pozsonyi úton található) Karosa autóbuszai kötik össze Komáromot, bár napjainkban megjelentek a magánkézben levő buszjáratok is. A központi buszpályaudvar a vasúti pályaudvar mellett található (korábban a Kossuth téren volt), a Petőfi utca északi végénél. Kisebb buszpályaudvar található a hajógyár mellett, a Pozsonyi úton is. A 63-as út városon áthaladó szakaszát (Pozsonyi út–Megyercsi út–Rákóczi utca) az 1970-80-as években szélesítették ki négy sávosra, a II. bástyánál a vasúti síneket átívelő felüljárót 1984 augusztusában adták át.
A városnak három közúti hídja van. A Dunán átívelő Erzsébet híd 1892-ben épült fel. A 414 m hosszú híd északi lábánál, az Erzsébet-szigeten építették fel 1982-ben a komáromi határátkelőhelyet. 2007. december 21-én, a schengeni egyezménybe való belépéskor megszűnt a határellenőrzés, azóta teljesen szabad az átjárás a magyarországi és a szlovákiai városrész között. A városból a Kertész utca vezet az Erzsébet hídra, amely a Kis-Duna-ágon átvezető, 1968-ban épült felnyitható hídon vezet át (elődjét, a kis-dunai acélhidat 1898. november 21-én adták át a forgalomnak). Az 1913-ban épült, a második világháborúban felrobbantott vág-dunai híd helyett 1946–1948 között fahidat építettek, amely azonban 1950-ben leégett. Helyette egy ideig összerakható acélhíd szolgálta a forgalmat, majd 1955-ben átadták a mai Vág-hidat.
Az ezredforduló után, a dél-komáromi ipari park megnyitásával és az Európai Uniós csatlakozással jelentősen megnövekedett az országúti forgalom a városban, mely egyre nagyobb terhelést jelent az Erzsébet hídnak és a Komáromon áthaladó főutaknak. Ezért döntés született a vasúti Duna-híd mellett egy új híd megépítéséről. A hidat eredetileg a Vág-Dunától keletre, Harcsásnál tervezték felépíteni, de később a jelenlegi helyszín mellett döntöttek. A várost nyugatról elkerülő Monostori híd egypilonos szerkezetű, 590 méter hosszú átkelő lett.

### Vasúton
A későbbi Komárom területét először 1856-ban érte el a vasút, az osztrák Államvasút-Társaság (ÁVT, később OMÁV) Győr – Újszőny vonalának megépítésével (a Duna jobb partján fekvő Újszőnyt 1896-ban csatolták a városhoz). 1860-ban következett a Déli Vasút (DV) Újszőny – Komárom vonala, majd 1884-ben a Magyar Államvasutak (MÁV) által épített Budapest – Újszőny vonal. A város lakói csak 1892 óta, az Erzsébet híd megépülése után jutottak el akadálytalanul az állomásra, amely Újszőny (a mai Dél-Komárom) gyors fejlődését hozta. 1896-ban elkészült a Pozsonyt Komárommal összekötő csallóközi vasútvonal, melyen november 16-án indult el az első vonat Dunaszerdahely felé. Állomása (az indóház) az akkori városon kívül, a Kisér mellett kapott helyet. 1907-1909 között felépült a vasúti Duna-híd, így megvalósult a Duna két oldalán futó vasútvonalak összekapcsolása. Ehhez új vasúti töltéseket kellett létrehozni és a Nádor-vonalat átvágni az I. és II. bástya között; az innen a hídig vezető szakaszt később megszüntették, és a hidat a pozsonyi vonalba kötötték be. A vasúti közlekedés fejlődésének nagy lökést adott a Komárom – Érsekújvár vonal átadása 1910. május 4-én. Kiépítésével járt a vasúti Vág-híd felépítése, új állomásépület létesítése (a mai helyén, 150 méterre az indóháztól), a mocsaras területen egy magas töltés létrehozása. Végül 1914. április 9-én megindult a forgalom a közadakozásból épült Komárom – Gúta szárnyvonalon is. Ez utóbbit Negyeden át Vágsellyéig tervezték kiépíteni, de a Gúta és Negyed közötti szakasz sosem épült meg.
1944. október 7-én és 14-én amerikai repülőgépek több hullámban bombázták Komáromot és a vasútállomást majdnem teljesen lerombolták. A vasúti hidakat a németek robbantották fel 1945 márciusában. 1947-ben indulhatott csak meg újra a vasúti forgalom Érsekújvár felé, az ideiglenes vág-dunai acélhíd megnyitásával (1953 júliusában építették újjá). 1954. december 28-án újjáépítették a dunai acélhidat is és január 1-jén megindulhatott a forgalom a magyarországi Komáromba vezető vonalon. Az 1950-es évek elején épült meg a hajógyár felé leágazó üzemi szárnyvonal is.
Az érsekújvári vasútvonalat 1967-1969 között villamosították, az első villanymozdonnyal vontatott szerelvény 1969. szeptember 27-én futott be a komáromi állomásra. 1972. május 24-én a magyarországi Komáromba vezető vasútvonal villamosítása is befejeződött. 2003-ban a Szlovák Vasutak (tucatnyi más mellékvonallal együtt) megszüntette a forgalmat a Komárom-Gúta mellékvonalon.

### Vízen
Komárom Szlovákia második legfontosabb kikötője (Pozsony után). A dunai kikötő elsősorban teherforgalmat bonyolít le, a személyforgalom jelentéktelen. A legfontosabb áru a Dél-Szlovákiában termelt gabona, amelyet a Kis-Duna-ág északi partján kiépült rakpart darui raknak át a szállítóuszályokba. A két világháború között kiépült kikötőt a várostól magas kerítés választja el, így a város életéhez az szinte egyáltalán nem kapcsolódik.

### Helyben
A városi tömegközlekedést az érsekújvári igazgatósághoz tartozó komáromi SAD (Slovenská autobusová doprava) társaság látja el. A városi buszok 4 vonalon (MHD 2, 3, 7, 8) közlekednek. A városban 4 taxivállalat is működik.

## Kultúra, művelődés

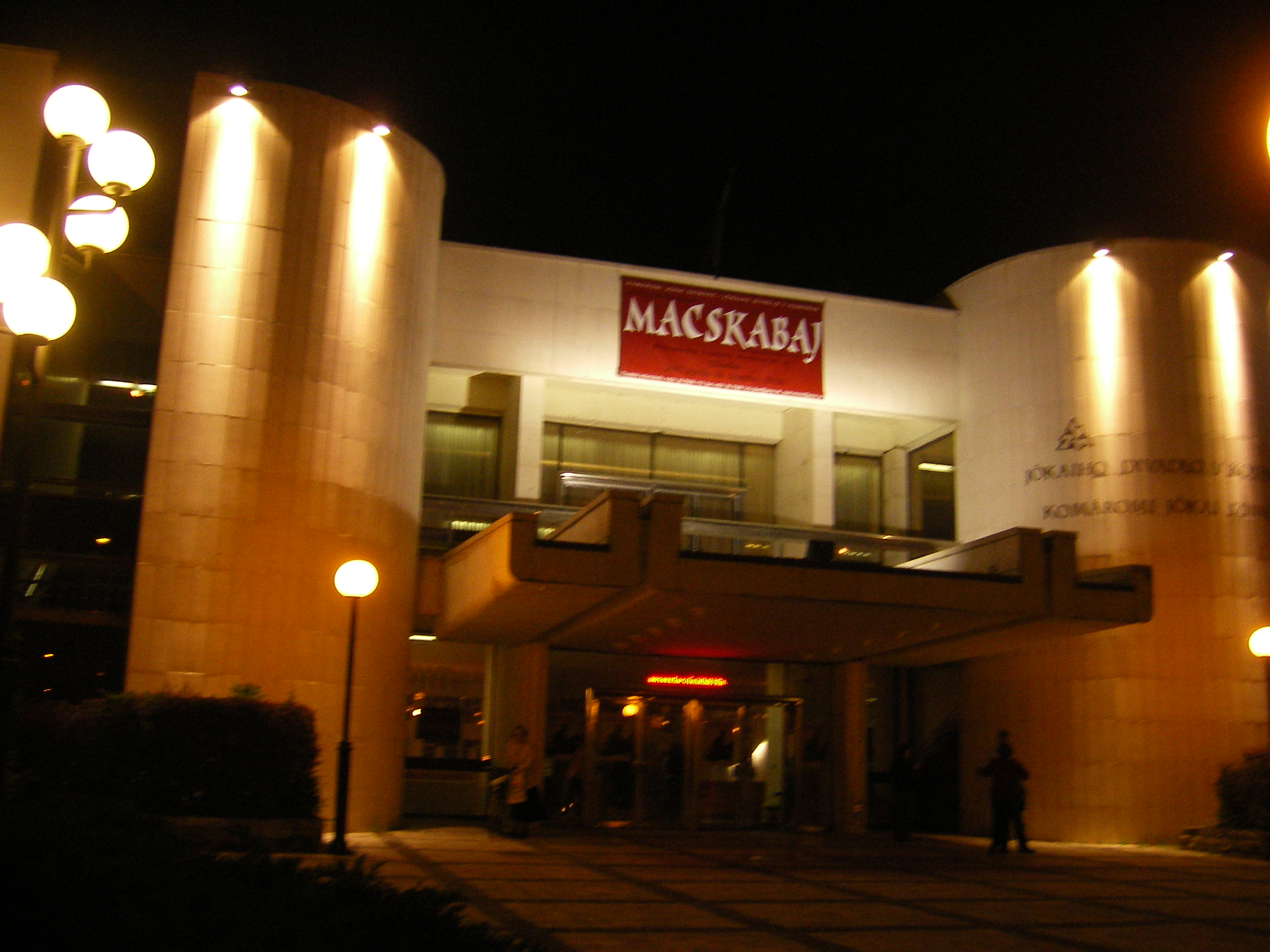
A magyar nyelvű Jókai színház esti fényben

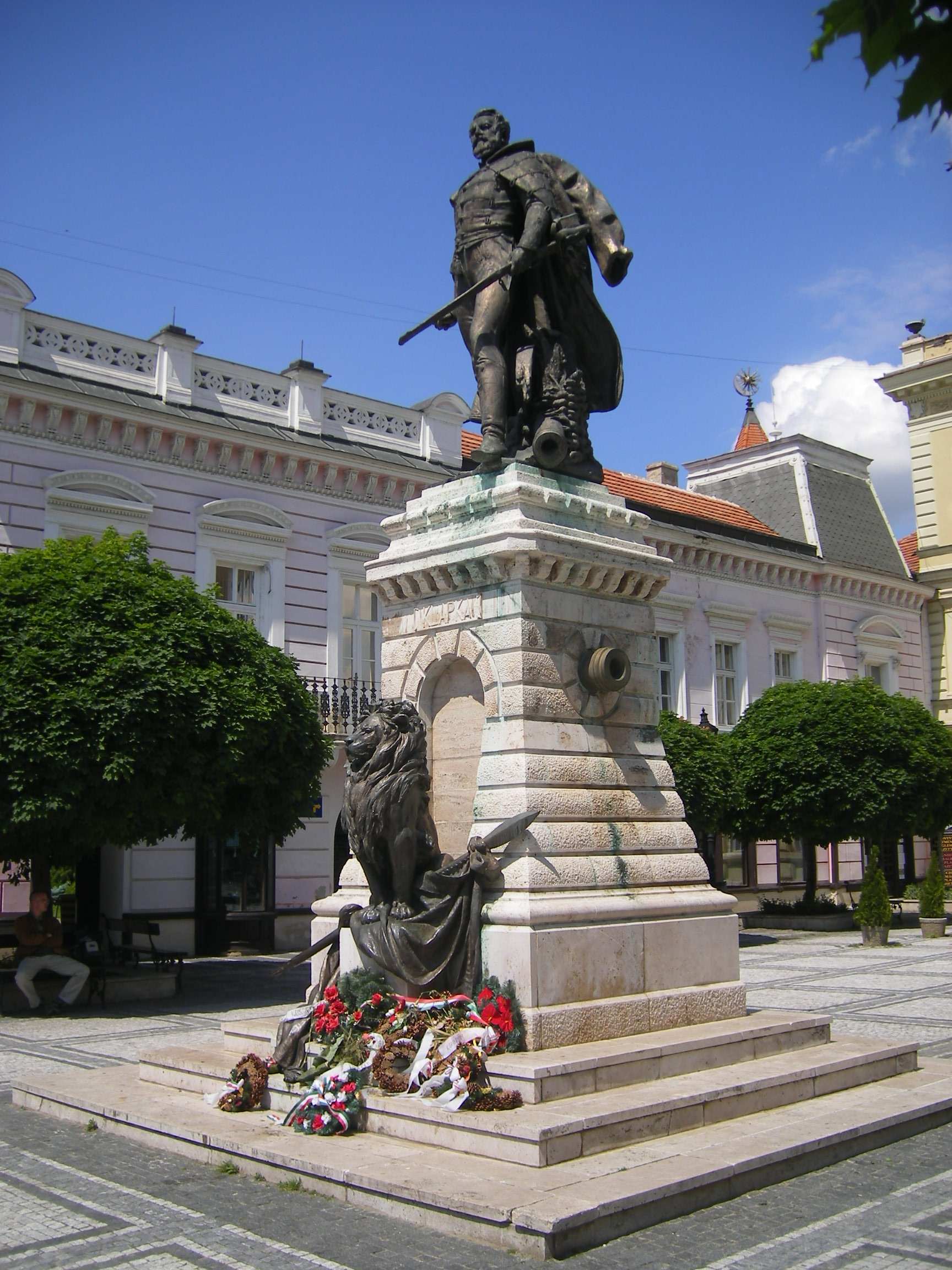
A Klapka tér Klapka György szobrával

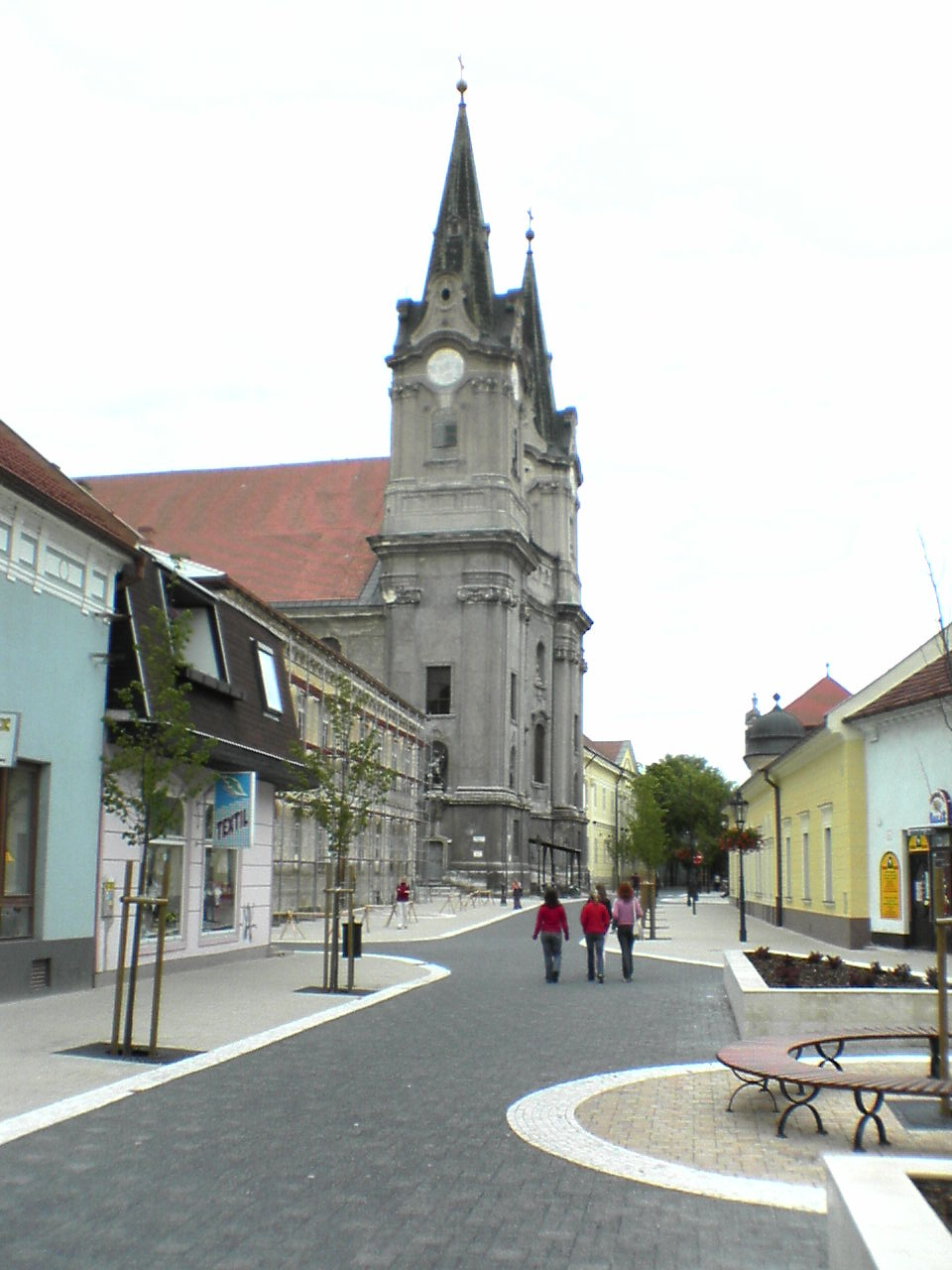
Városközpont a Szent András-templommal

Komárom a szlovákiai magyar kultúra egyik legfontosabb központja, 1952 óta itt működik a Jókai Színház. Színielőadásokat tartanak még a Városi Művelődési Központban (VMK), melynek épülete az 1980-as évek elején épült az Anglia-parkban, az Újvár kapujának közelében. Ekkor a Barátság háza nevet kapta és a szovjet kultúra népszerűsítését szolgálta, egyben a várban állomásozó szovjet katonaság kultúrháza volt. 1990 óta művelődési központ. Később Csokonai Vitéz Mihályról nevezték el.
A városi filmszínház a Megye utcában, a vármegyeházzal szemben, az egykori Centrál szálló szomszédságában álló Tatra-mozi. 1924-1928 között a Centrál kibővítésével hangversenytermet hoztak létre, később mozivá alakították át, amelynek nézőtere 332 férőhelyes. A II. lakótelepen szabadtéri mozi található, melyet 2007-ben újítottak fel.
Komárom legnagyobb könyvtára a Szinnyei József Könyvtár (korábbi nevén Komáromi Járási Könyvtár) az Eötvös utcában, de a Selye János Egyetem is gazdag könyvtárral rendelkezik.
A képtárak közül meg kell említeni a volt helyőrségi templomban működő Limes galériát és a Nádor-vonal V. bástyájában található T galériát is.
A városnak 1966 óta saját kamarazenekara is van, amely a Comorra nevet viseli. A zenekar főként a komáromi zeneiskola pedagógusaiból áll, évente többször tart előadásokat.
A város legjelentősebb ünnepi rendezvénye az 1991 óta minden év április végén megrendezett Komáromi Napok.

### Helyi sajtó, média
Komáromban három fontosabb helyi lap jelenik meg:
- Komárom város önkormányzatának hivatalos lapja az ingyenesen terjesztett Komáromi Lapok, mely 1849-ben jelent meg először. 1871-1944 között folyamatosan megjelent hetilapként, sokáig Tuba János főszerkesztése alatt. 1991-ben újraindították, de immár kétnyelvű kéthetilapként és elődjénél jóval kisebb terjedelemmel  Archiválva 2007. október 12-i dátummal a Wayback Machine-ben;
- A Delta a Komáromi járás hetilapjaként határozza meg magát, szintén kétnyelvű újság, 2003 óta jelenik meg;
- A Dunatáj magyar nyelvű regionális hetilap, 1990 óta jelenik meg.

A Komáromi Városi Televízió kétnyelvű, hetente változó félórás műsorral jelentkezik. Komáromon kívül a járás csaknem felében fogható az adása (Lefedettségi térkép).

## Oktatás

### Felsőfokú
- Selye János Egyetem – 2004-ben alapították.

### Középfokú
- Selye János Gimnázium – az 1649-ben a jezsuiták által alapított későbbi bencés gimnázium a szlovákiai magyarság egyik legfontosabb oktatási intézménye. Jelenlegi épülete 1908-ban épült a Király püspök utcában. Egykori híres diákjának nevét 1994-ben vette fel.
- Ľudovít Šulek Gimnázium – a Széna téren található épületét eredetileg polgári fiúiskolának emelték 1910-ben. A szlovák nyelvű gimnázium 1936 szeptemberében kezdte meg működését, 1995-ben vette fel a komáromi vár kazamatáiban 1849-ben elhunyt szlovák Štúr-követő nevét, akinek emléktáblája is van a gimnázium alagsorában.
- Ipari Szakközépiskola – a Jókai színházzal szemben, a Petőfi utcában található főépületét 1964. február 17-én adták át.
- Gépészeti Szaktanintézet – a hajógyár szakmunkás-utánpótlásának képzésére alapították az 1950-es években. Épülete a Vár utcában található, a sporttelep mellett.
- Építők Utcai Szaktanintézet – 2007-ben egyesítették a Gadóci Mezőgazdasági Szakközépiskolával.
- Marianum Iskolaközpont – magyar nyelvű egyházi iskola, alap- és középfokú képzéssel, óvoda is tartozik hozzá. Az 1929-ben alakult Marianum Kisszeminárium épületében működik a Király püspök utcában 1994 óta.

### Alapfokú
- Munka utcai Alapiskola – 1966-ban épült fel a város legnagyobb magyar nyelvű alapiskolája.
- Eötvös utcai Alapiskola – a kikötői lakótelepen található a város 2. legnagyobb magyar nyelvű alapiskolája, melyet 2008-ban 450 diák látogatott.
- Jókai Mór Alapiskola – korábban Béke utcai Alapiskola néven, magyar nyelvű.
- Komenský utcai Alapiskola – szlovák nyelvű.
- Határőr utcai Alapiskola – szlovák nyelvű, az egykori Leánypolgári épületében működik.
- Rozmaring utcai Alapiskola – szlovák nyelvű.
- Kisegítő Alapiskola.

A 2020/2021-es tanévben az alapiskolákba járó 2 774 tanuló 60,6%-a (1 682 diák) tanult magyar tanítási nyelvű alapiskolában. 

## Turizmus, látnivalók

### Műemlékek
Belváros:
- Komáromi vár (Ó- és Újvár)
- Klapka tér
  - Klapka György tábornok szobra
  - Városháza

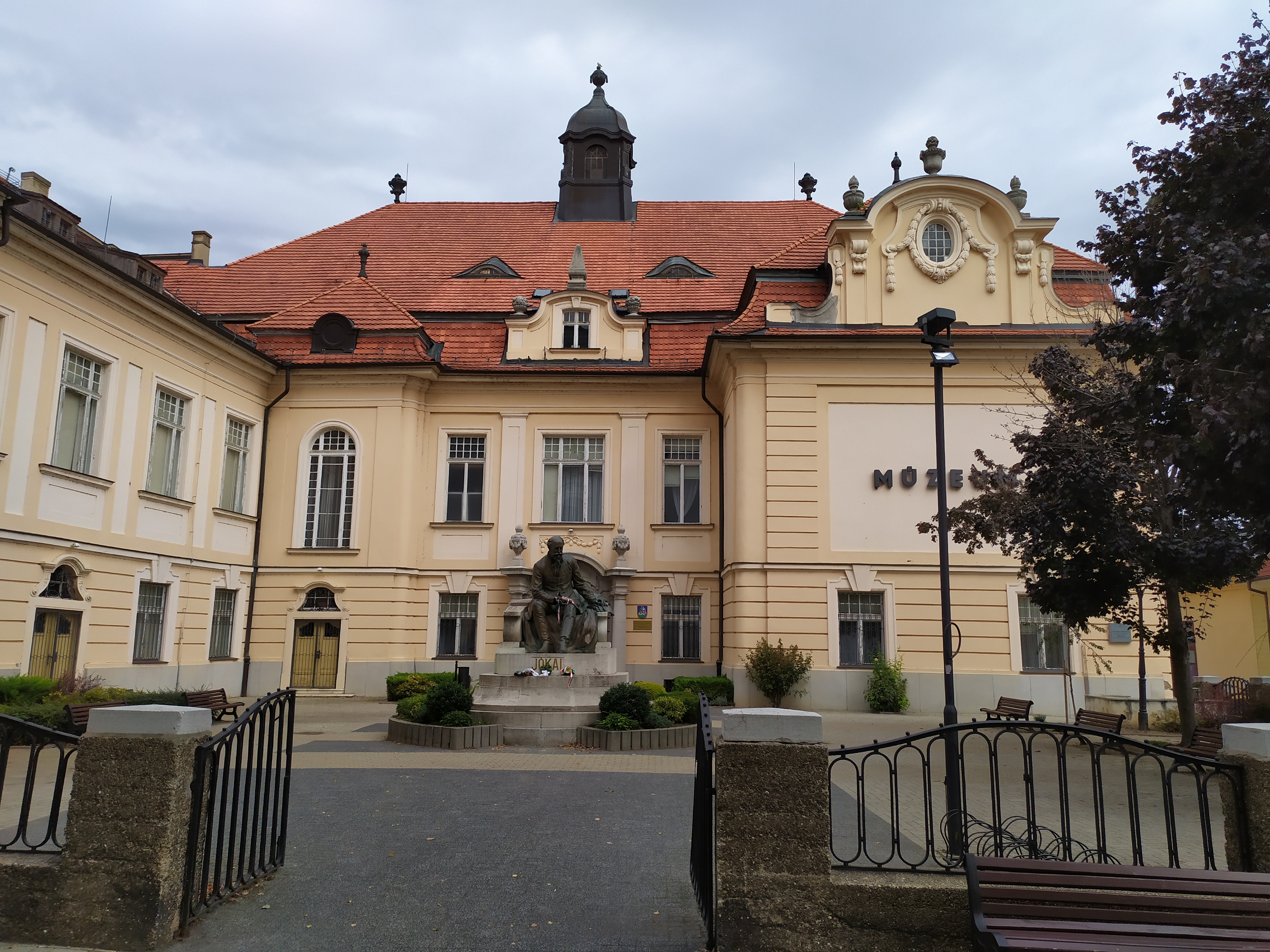
A Duna Menti Múzeum

  - Zichy-palota – Európa-udvar, II. András király szobra, Országalma-szökőkút, Zenepavilon
  - Anglia-park
  - Tiszti Pavilon
- Nádor utca
  - Ghyczy-kúria
  - Szent András templom
  - Bencés rendház
  - Duna Menti Múzeum
  - Szent József-kápolna
  - Vigadó
  - Grand Kávéház
  - ráctemplom
- Megye utca
  - Szentháromság-szobor
  - Centrál Szálló (ma biztosító)
  - Vármegyeháza
- Jókai utca
  - Szent Anna-kápolna
  - Jókai Mór és Selye János emléktáblája
  - református templom[34] és református kollégium
- Kossuth-tér[35]
  - Szent Rozália templom
- Ferences barátok utcája
  - Katonatemplom
  - evangélikus templom

Kikötői városrész:
- Zsidó Kistemplom, holokauszt emléktábla
- Pozsonyi-kapu
- Komáromi temetők

Singelő:
- Komáromi erődvonal VI. bástya – római kőtár (lapidárium)
- V. bástya – T-galéria
- Apáli-kapu

### Szobrok, emlékművek

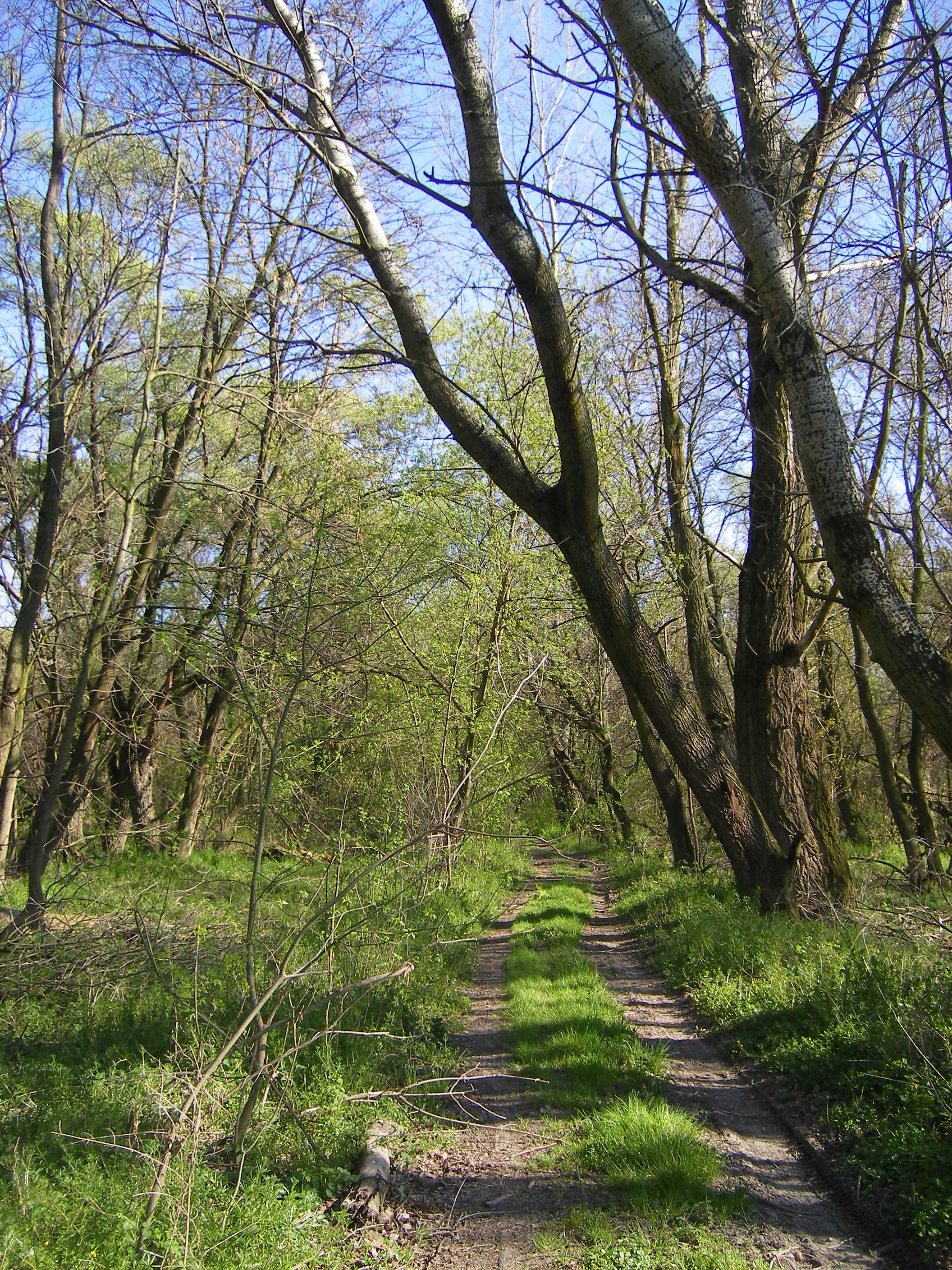
Az Apáli Természetvédelmi Terület Lándornál

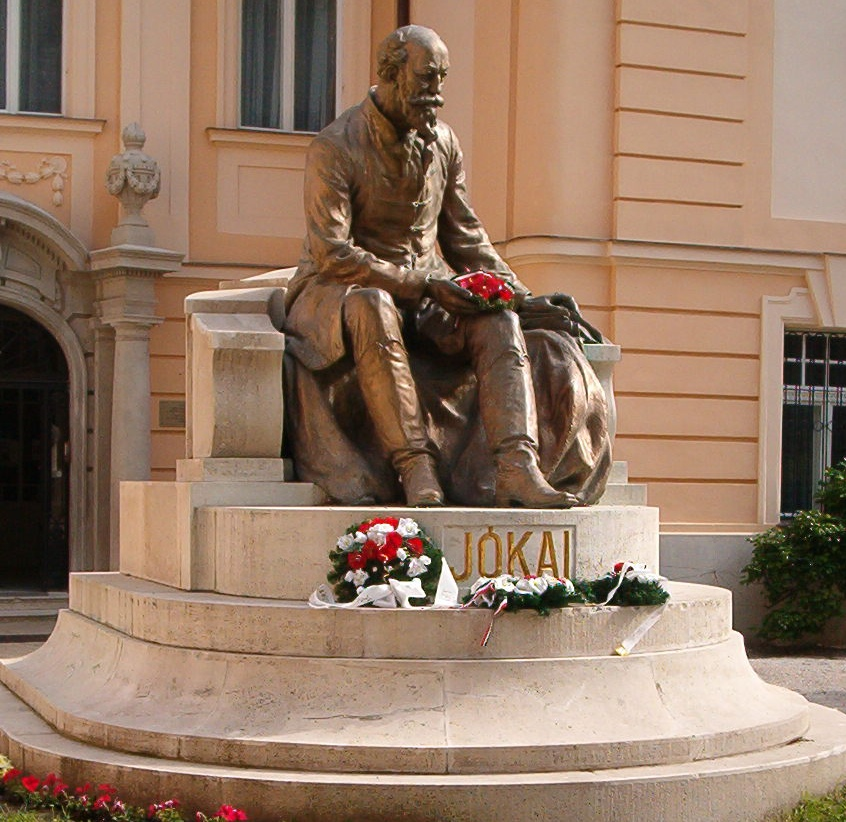
Jókai szobra a Duna Menti Múzeum előtt
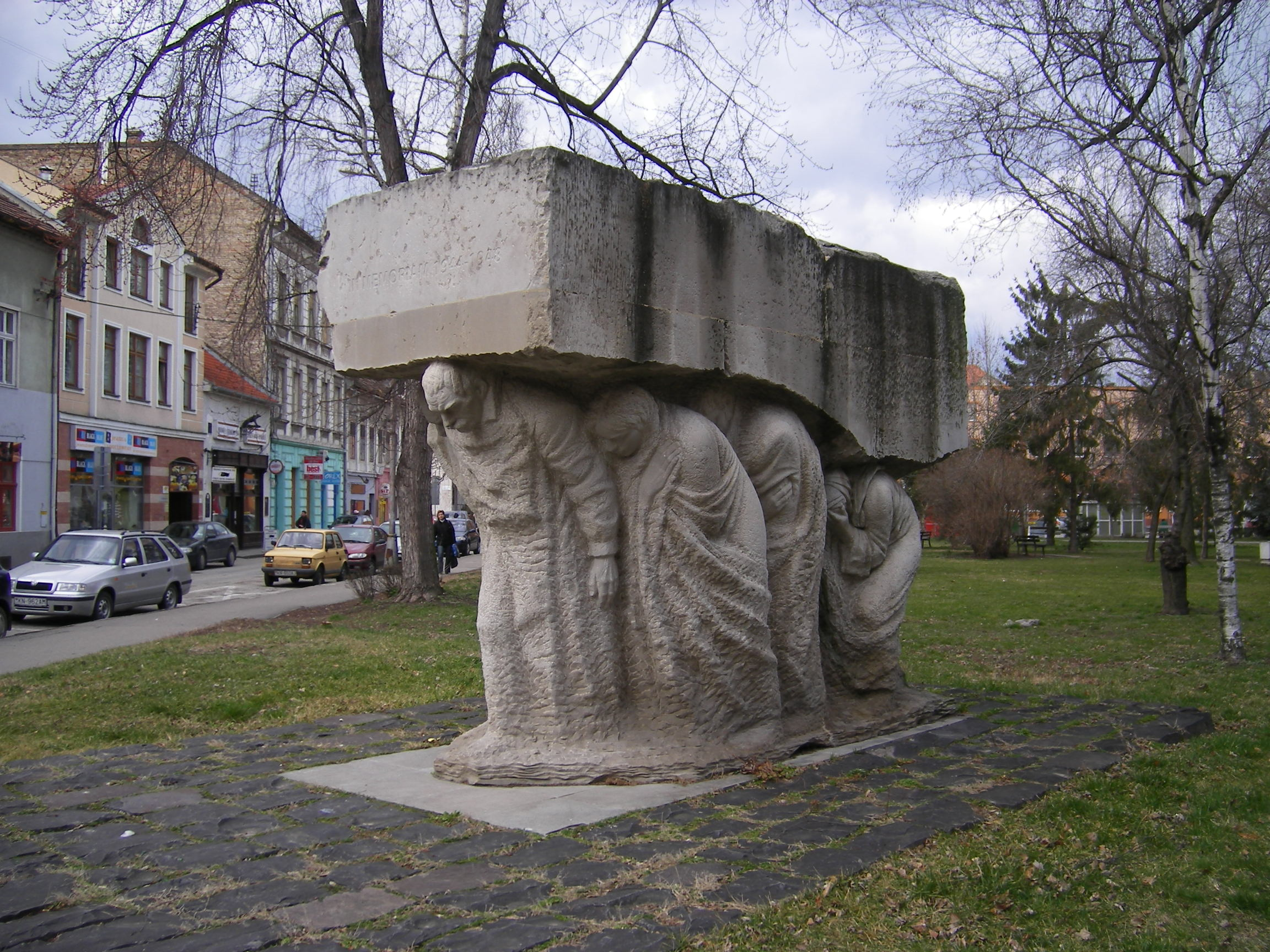
A Meghurcoltak emlékműve az 1945 után kitelepítetteknek állít emléket
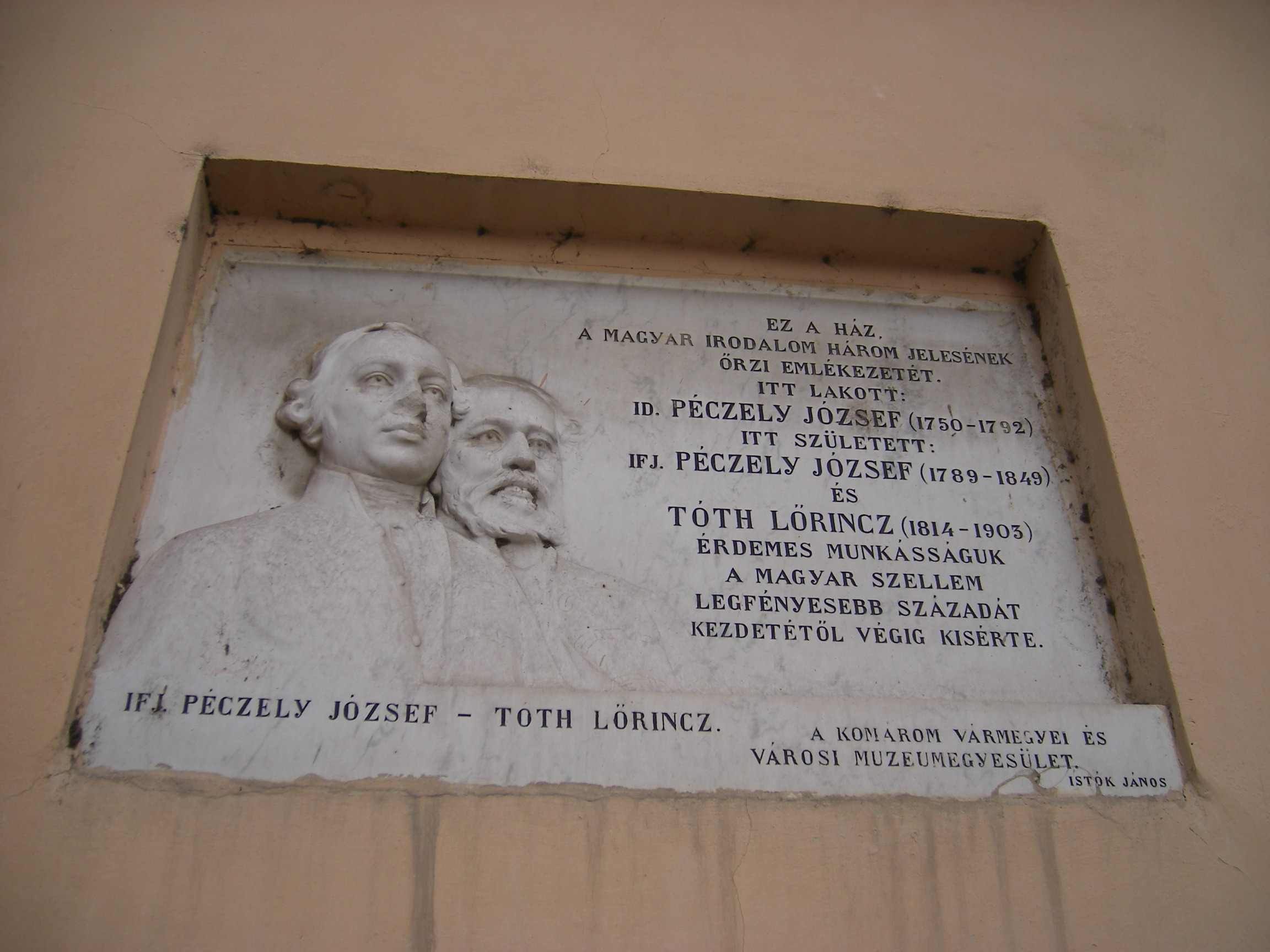
A két Péczely József és Tóth Lőrinc emléktáblája

- Klapka György tábornok szobra – a város Klapka tábornokról elnevezett főterén áll, 1896. november 15-én avatták fel. Alkotója Róna József, aki a tábornok budapesti síremlékét is készítette. Az 1895-ben megalakult Klapka-szobor bizottság gyűjtést kezdett a szobor állítására. A kőtalapzat (amelyet október 22-én állítottak fel) előtt áll a tábornok és a katonák vitézségét jelképező harci oroszlán. Eredetileg díszes vasrácsozat vette körül a szobrot. 1947. április 30-án a szobrot eltávolították a térről és helyére egy évvel később Milan Rastislav Štefánik szobrát állították. Tárgyalások folytak a szobor átadásáról Magyarországnak, ami végül nem történt meg. 1965-ben, a várossá emelés 700. évfordulóján állították újra fel az Anglia-parkban, majd 1991. május 5-én nagyszabású ünnepség keretében visszakerült eredeti helyére.
- Jókai Mór szobra – Berecz Gyula alkotása, a Duna Menti Múzeum előtt látható. Az egész alakos ülőszobrot 1937. november 28-án adták át. A második világháború után lebontották, de már 1952-ben visszakerülhetett eredeti helyére. Bővebben...
- A Kis-Duna hídjának lábánál található Lehár-parkban (a zeneszerző szülőházának helyén) áll Lehár Ferenc bronzszobra, mely a művészt karnagyként ábrázolja. Emil Venkov pozsonyi szobrász alkotását 1980. június 5-én avatták fel.
- Csokonai Vitéz Mihály szobra a Gombai utcában áll. A 2 m magas, egész alakos bronzszobrot – Darázs Rozália alkotását – a költő halálának kétszázadik évfordulóján, 2005-ben avatták fel.
- Kaszás Attila egész alakos szobrát 2008. április 19-én avatták fel a Jókai színház előtt.
- Szent István király lovasszobrát 2009. augusztus 21-én avatták fel a Lúdpiac téren.
- Milan Rastislav Štefánik egész alakos szobra (Otakar Špániel cseh szobrász alkotása) a róla elnevezett téren áll, a Matica slovenská székháza előtt. A szobrot eredetileg 1930-ban emeltette a várban állomásozó 12. csehszlovák gyalogezred az Anglia-parkban, a várba vezető út mellett. 1938 őszén Besztercebányára menekítették, ahol az Urpín-hegyen állították fel. 1948. május 9-én állították fel újra a főtéren, a mai Klapka-szobor helyén. Az 1950-es évek elején lebontották, majd 1968-1974 között ismét az Anglia-parkban állt. Mai helyén 1990. október 28-án avatták fel.
- V. László mellszobra – a városban született király mellszobrát 2000-ben avatták fel az Anglia-park szélén, a Városi Művelődési Központtal szemben.
- Selye János mellszobra a Tiszti Pavilon udvarán áll.
- A meghurcoltak emlékműve a Megye utcában, a kitelepített komáromiaknak és a második világháborúban elhurcoltaknak állít emléket. A súly alatt görnyedő emberalakokat ábrázoló szobrot 1999. május 2-án adták át.
- A második világháború áldozatainak emlékműve a Széna-téren áll. Emil Venkov alkotását 1971. május 21-én avatták fel, a nyilasok által 1944-1945-ben meggyilkolt 34 antifasiszta emlékét őrzi.
- Az aradi vértanúk emlékműve az Anglia-parkban található.
- A szovjet tengerész szobrát, Ľudmila Cvengrošová szobrászművész alkotását 1965. március 30-án állították fel a Štefánik téri parkban.

### Természeti látnivalók
- Vág-holtág üdülőtelep
- Apáli-sziget – Apáli Természetvédelmi Terület

### Sport, szabadidő
- A szervezett sportélet a városban az 1896-ban alapított városi és vármegyei sportegyesület működésével indult meg. 1900-ban alakult meg a ma is működő KFC (Komáromi Football Club). A 20. század elején létrejött a KAC (Komáromi Atlétikai Club), ahol labdarúgással, tenisszel és vízi sportokkal foglalkoztak.
- Komárom sportéletének központja az Anglia-park északi oldalán, a termálfürdő szomszédságában levő sporttelep. A középkorban itt folyt a Vág-Duna, később egy liget keletkezett (Pintyliget), amelynek fáit a 19. században kivágták és katonai gyakorlóteret hoztak létre. Itt létesült később a Spartak SE stadionja: 1973-1978-ban épült a 800 férőhelyes sportcsarnok, majd 1980-1981-ben a röplabda- és a birkózócsarnok.
- A komáromi felnőtt kosárcsapat a 2000–2001-es szezon óta a szlovák kosárlabda-bajnokság első osztályában szerepel, a 2014-2015-ös szezonban bajnoki címet nyert.
- A város évente megrendezett jeles sporteseménye a két Komárom közötti futóverseny, melyet a Komáromi Napok alkalmából tartanak.
- Eurovelo 6 kerékpárút – A vadonatúj kerékpárút hálózatnak köszönhetően akár több napra is érkezhetünk úgy a térségbe, minden napra más-más útvonal, más típusú élmények juthatnak.

Komárom – Nagyléli sziget: A nagyléli sziget az egyik utolsó dunai sziget, amely a folyó szlovákiai szakaszán található. Igazi családi kerékpáros program az ökofarm felkeresése, ahol gyerekek és felnőttek egyaránt kiváló programokat kaphatnak.
Szolgáltatások:
- lovaskocsikázás
- piknikezés gyönyörű természeti környezetben a nagyléli szigeten
- lovaglás (előzetes bejelentkezés)
- sátras kemping (közös konyha, szociális helyiségek)
- büfé
- osztálykirándulások, táborok, természetiskola
- interaktív kiállítás
- vízi turisztikai lehetőségek

Komárom – Izsa (Kelemantia – római tábor): Római erőd romjai, amely a Limes vonalán helyezkedett el.
Komárom – Karva: A karvai Dunakorzón impozáns, 16 méter magas kilátóból csodálható meg a Duna és a környék, mellé hangulatos parkot építettek a pihenni vágyó bringásoknak. Ha nagy a meleg, kihagyhatatlan program a dunai szabadstrand, a finom kavicsos, sekély partszakasz kiváló lehetőség a fürdőzésre, a rengeteg kagyló pedig bizonyítja, hogy kiváló a vízminőség. A nyári időszakban a Dunán Karva és Lábatlan között kishajó közlekedik.
- Komáromi Termálfürdő – A fürdő mintegy 2,5 hektáron terül el. Két aktív termálforrás – egy 45 és egy 30 C fokos – áll a vendégek rendelkezésére. A kinti fürdőben található a CASTIGLIONE típusú úszó- és tanmedence, egy klasszikus medence, valamint a gyermek pancsoló és az ülő termálmedence. A fürdő területén kényelmesen strandolhatnak, sportolhatnak a vendégek. Kipróbálhatják az ún. strandröplabdát, asztaliteniszt, a legkisebbek pedig a mászókákat. Újdonság a gyermekmedencénél található elefánt csúszda, valamint a termálvizes ülőmedencét körülvevő fényvédő függöny.
- Csónak és kajak-kenu kölcsönzés – A nyári hónapokban igazi élményt kínál a Holt-Vág parti kölcsönző, ahol vízi bicikliket, csónakokat és paddleboardokat lehet kölcsönözni. A vízi lehetőségeken túl tandem, roller és kerékpár is kölcsönözhető.
- Sétahajózás Észak-Komáromban – A városnézés a St. Borbála kikötőtől kezdődik. A Pluto kishajó 40 fő befogadására alkalmas. A rendszeres menetrend mellett iskolai és egyéb csoportos kirándulásokra is igényelhető.
- Jumpland – örökmozgók birodalma
- Laser Arena Komárom
- Holdas lovas és szabadidőpark – A Holdas lovastanya Komáromtól pár kilométerre található. Kiváló helyszíne lehet osztálykirándulásoknak, céges vagy akár családi rendezvényeknek is. Amit kínál: – lovaglás kezdőknek és haladóknak – osztálykirándulások (lovaglás, kézműves foglalkozás, íjászkodás) – céges rendezvények, csapatépítők – kemencés ételek, bográcsos ételek, borkóstoló
- A hagyományos András-napi vásár.

## Híres személyek
- 1842-ben Petőfi Sándor Orlai Petrich Somával meglátogatta barátját, Jókai Mórt a városban.[36]

## Testvérvárosok
- Blansko, Csehország
- Komárom, Magyarország
- Kralupy nad Vltavou, Csehország
- Lieto, Finnország
- Szászsebes, Románia
- Terezín, Csehország
- Weissenfels, Németország